# Akagi (1927)
El Akagi (赤城?   Castillo Rojo, volcán japonés de la región de Kanto) fue un portaviones de la Armada Imperial Japonesa, que recibía su nombre en honor al Monte Akagi en la actual Prefectura de Gunma, botado en 1925 y dado de alta en 1927. Aunque fue botado como un crucero de batalla de la clase Amagi, el Akagi fue convertido en un portaaviones mientras todavía estaba siendo construido para cumplir con las limitaciones armamentísticas del Tratado naval de Washington de 1922. Tras la denuncia del tratado por parte de Japón a finales del año 1934, el buque fue reconstruido entre 1935 y 1938 donde se consolidaron su tres cubiertas de vuelo originales en una sola cubierta de vuelo agrandada y una superestructura con una isla. Fue el segundo portaaviones japonés en entrar en servicio y el primer gran portaaviones de "flota", el Akagi figuró en forma prominente en el desarrollo de la revolucionaria doctrina de fuerza de ataque con portaaviones de la Armada Imperial Japonesa que agrupaba los portaaviones, concentrando su poder aéreo. Esta doctrina le permitió a Japón obtener sus metas estratégicas durante los primeros seis meses de la Guerra del Pacífico.
Los aviones del Akagi participaron en la segunda guerra sino-japonesa a finales de la década de 1930. Al formarse la Primera Flota Aérea o Kidō Butai (‘Fuerza de Ataque’) a principios de 1941, se convirtió en su buque insignia y permaneció en dicho puesto durante toda su vida de servicio. Junto con otros portaaviones de flota, el Akagi tomó parte en el ataque a Pearl Harbor en diciembre de 1941 y la invasión de Rabaul en el suroeste del Pacífico en enero de 1942. Al siguiente mes sus aviones bombardearon Darwin en Australia y asistieron en la conquista de las Indias Orientales Neerlandesas. En marzo y abril de 1942, los aviones del Akagi ayudaron a hundir a un crucero pesado británico y a un destructor australiano en una incursión en el océano Índico.
Tras un rápido reequipamiento, el Akagi y otros tres portaaviones de flota del Kido Butai participaron en la Batalla de Midway en junio de 1942. Después de bombardear las fuerzas estadounidenses estacionadas en el atolón, el Akagi y los otros portaaviones fueron atacados por los aviones estacionados en Midway y los de los portaaviones Enterprise, Hornet y Yorktown. Los bombarderos en picado del Enterprise dañaron gravemente al Akagi. Cuando fue obvio que el Akagi no podría ser salvado fue hundido por destructores japoneses para evitar su caída en manos del enemigo. La pérdida del Akagi y de otros tres portaaviones de la Armada Imperial Japonesa en la batalla de Midway fue una derrota estratégica crucial para Japón y contribuyó significativamente a la victoria final de los aliados en el Pacífico.

## Diseño y construcción

### Construcción y lanzamiento
El Akagi fue puesto en grada como un crucero de batalla clase Amagi en el Arsenal Naval de Kure, Japón el 6 de diciembre de 1920. Sin embargo, la construcción fue detenida cuando Japón firmó el Tratado naval de Washington el 6 de febrero de 1922. El tratado restringía la construcción de acorazados y cruceros de batalla pero al mismo tiempo autorizaba la conversión de dos cascos de acorazados o cruceros de batalla ya siendo construidos en portaviones de hasta 34 000 t de desplazamiento. La Armada Imperial japonesa había decidido, después de botar su primer portaaviones, el  Hōshō, construir dos portaaviones más grandes y rápidos que pudieran operar con las unidades más grandes de la flota. Así los cascos incompletos del Amagi y del Akagi fueron seleccionados para ser completados como dos grandes portaaviones en el programa de construcciones navales del año 1924. Originalmente se habían presupuestado ¥24,7 millones para completar el Akagi como un crucero de batalla, de los cuales se habían ya gastado aproximadamente ¥8 millones cuando se detuvo la construcción en febrero de 1922. Poco después la Dieta aprobó ¥90 millones adicionales para completar al Akagi y al Amagi como portaaviones.

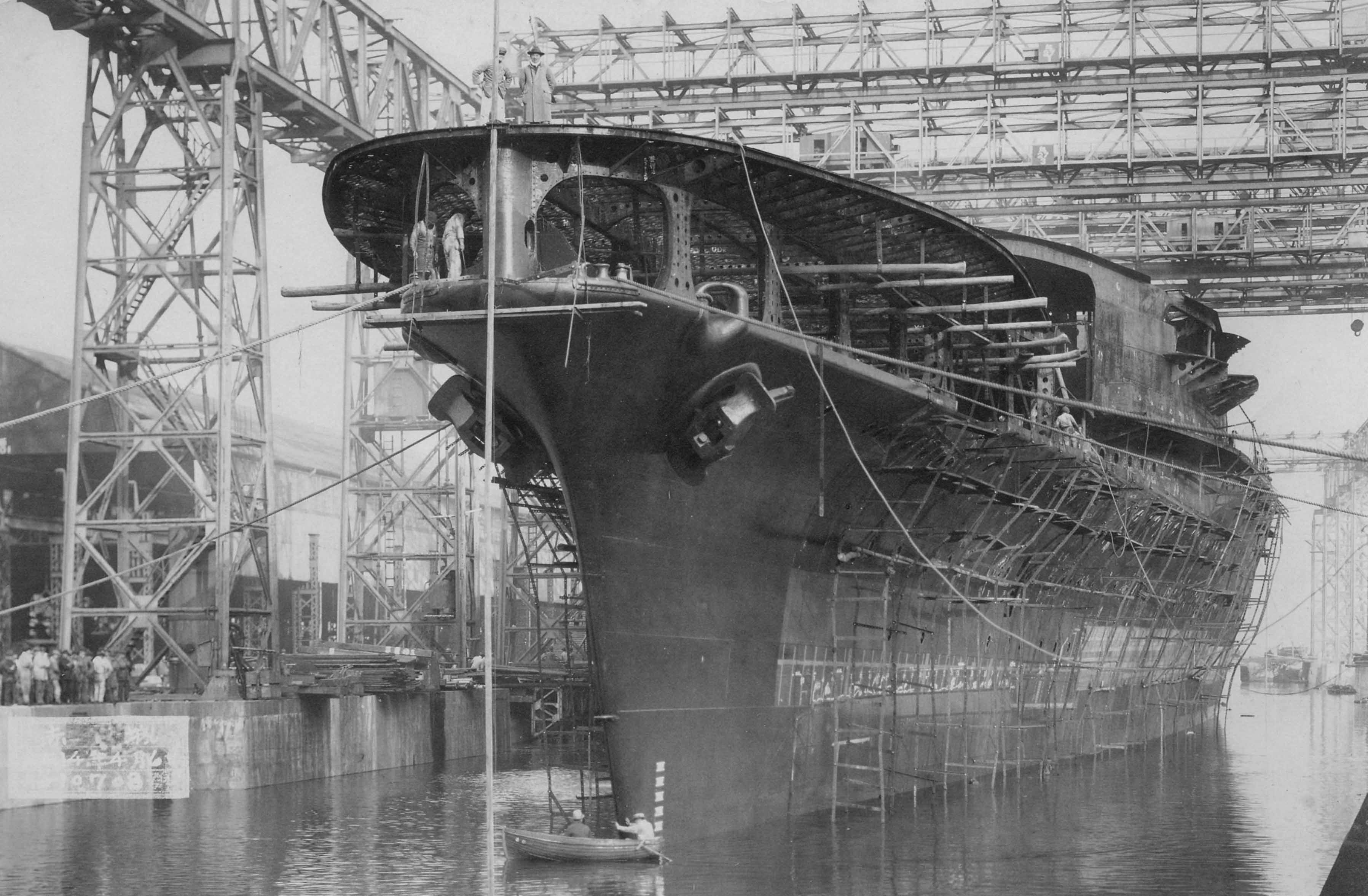
El Akagi después de su botadura en Kure, 6 de abril de 1925.

La construcción del Akagi como portaaviones comenzó el 19 de noviembre de 1923. El casco del Amagi resultó dañado sin que fuera posible una reparación económicamente factible en el gran terremoto de Kantō el 1 de septiembre de 1923 y fue desguazado. El Akagi, el único miembro sobreviviente de su clase, fue botado como portaaviones el 22 de abril de 1925 y fue puesto en servicio el 25 de marzo de 1927 en el Arsenal Naval de Kure, aunque pruebas continuaron hasta noviembre de 1927. El Akagi fue el segundo portaaviones en entrar en servicio en la Armada Imperial, después del Hōshō y antes del Kaga, que reemplazó al Amagi.
Dado que el Akagi originalmente fue concebido como un crucero de batalla, la costumbre imperante de nombrar buques decía que este buque (como sus hermanos de clase) debería haber recibido un nombre de montaña. Akagi es por el Monte Akagi, un volcán extinto en la región de Kantō (literalmente el nombre significa ‘castillo rojo’). Después de que fue redesignado como un portaaviones, el nombre no fue cambiado, al contrario de buques como el Sōryū que originalmente fueron construidos como portaaviones, los cuales recibieron nombres de criaturas aladas. El nombre de Akagi había sido usado previamente en el cañonero de la clase Maya Akagi.
El Akagi fue completado con una eslora de 261,21 m, una manga de 31 m y a plena carga, un calado de 8,8 m. Desplazaba a carga estándar 27 300 t, y a plena carga 34 920 t, cerca de 7100 t menos que el desplazamiento de diseño como un crucero de batalla. Su tripulación alcanzaba 1600 personas.

### Disposición de la cubierta de vuelo
El Akagi y el Kaga fueron completados con tres cubiertas de vuelo superpuestas, los únicos portaaviones diseñados de esa forma.
Los portaaviones británicos convertidos desde "cruceros de batalla ligeros", HMS Glorious, HMS Courageous y el HMS Furious, cada uno tenía dos cubiertas de vuelo, pero no existe evidencia de que los japoneses copiaran el modelo británico. Lo más probable es que fuera una evolución convergente como un medio de lanzar tantos aviones como fuera posible en el menor tiempo. La cubierta de vuelo principal del Akagi tenía 190,2 m de largo, su cubierta de vuelo medía albergaba además de las dos torres artilleras, al centro de la cubierta media, había en posición central un diminuto puente (o caseta) de mando equiparable al de una corbeta-su exigua longitud comenzando en frente del puente- tenía solo 15 m de largo y su cubierta de vuelo inferior era de 55,02 m de largo. La utilidad de la cubierta de vuelo media era cuestionable ya que era tan corta que solo podía ser usada por aviones ligeramente cargados, incluso en una era en que los aviones eran mucho más ligeros y pequeños que durante la Segunda Guerra Mundial. La cubierta de vuelo superior tenía una ligera pendiente desde la mitad del buque hacia tanto la proa como la popa para ayudar con los aterrizajes y los despegues a los aviones de ese tiempo que tenían poca potencia en sus motores.

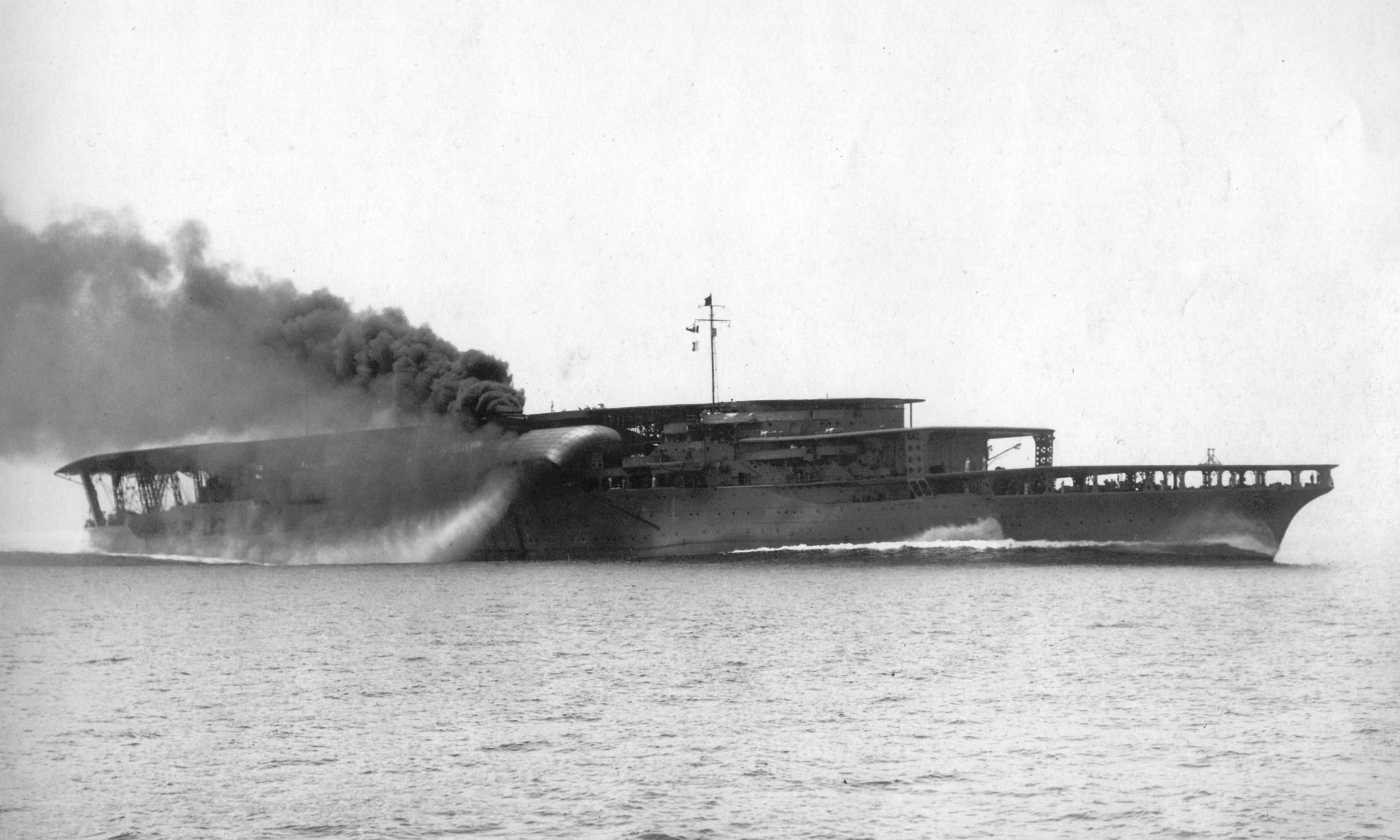
El Akagi durante pruebas frente a la costa de Iyo, 17 de junio de 1927, con sus cubiertas de vuelo visibles.

Al ser terminado, el buque tenía dos cubiertas principales de hangares y un tercer hangar auxiliar, alcanzando una capacidad de 60 aviones. La tercera cubierta era la más baja y era usada solamente para almacenar aviones desarmados. Los dos hangares principales se abrían al medio y las cubiertas de vuelo se abrían hacia las cubiertas de vuelo media e inferior para permitir que los aviones despegaran directamente desde los hangares mientras se encontraban ejecutando operaciones de aterrizaje en la cubierta de vuelo principal en la parte superior. Las superficies totales de los hangares superior y medio eran de aproximadamente 7467 m² (metros cuadrados) y para el hangar inferior 791 m². No tenía catapultas instaladas. Su ascensor para aviones estaba desplazado hacia estribor y medía 11,8 por 13 metros. Su ascensor trasero estaba ubicado en el centro y medía 12,8 por 8,4 m. El ascensor trasero se usaba para acceder la cubierta de vuelo superior y las tres cubiertas de hangares. Su mecanismo de detención era un sistema longitudinal de origen británico del mismo tipo usado en el portaaviones Furious que funcionaba usando la fricción entre el gancho de parada y los cables. Los japoneses eran conscientes de los defectos del sistema, ya que se usaba en su primer portaaviones, el  Hōshō, pero no tenía una alternativa disponible cuando el Akagi fue terminado. Este sistema fue reemplazado durante el reequipamiento del año 1931 con un sistema de cables transversales de diseño japonés consistente en seis cables y que a su vez fue reemplazado antes de que el Akagi comenzara su modernización en el año 1935 por el sistema Kure Modelo 4 (Kure shiki 4 gata). No existía una isla en la superestructura cuando el portaaviones fue terminado, el portaaviones era dirigido desde un espacio bajo el extremo delantero de la cubierta de vuelo superior. El buque llevaba aproximadamente 570 000 litros de combustible de aviación para los aviones que embarcaba.
Cuando se terminó originalmente, el Akagi llevaba un grupo aéreo compuesto por 28 bombarderos torpederos Mitsubishi B1M3, 16 cazas Nakajima A1N y 16 aviones de reconocimiento Mitsubishi 2MR.

### Armamento y blindaje
El Akagi estaba armado con diez cañones de 20 cm Tercer Año Tipo n.º 1 de 50 calibres, seis en casamatas en la parte trasera y el resto en dos torretas gemelas, una a cada lado de la cubierta de vuelo media. Estos cañones disparaban proyectiles de 110 kg (kilogramos) a entre 3 a 6 tiros por minuto con una velocidad inicial de 870 m/s (metros por segundo), a 25 grados, estos alcanzaban una distancia máxima de entre 22 600 y 24 000 m. Teóricamente, las torretas eran capaces de alcanzar una elevación de 70° para ser usadas en fuego antiaéreo, pero en la práctica la elevación máxima era de sólo 55°. La baja tasa de disparo y el ángulo fijo de recarga de 5° minimizaban cualquier capacidad antiaérea. Este pesado armamento artillero estaba destinado a protegerse contra la aparición sorpresiva de cruceros enemigos y la nave se viera obligada a enfrentarlos, pero su grande y vulnerable cubierta de vuelo, hangares y superestructura convertían al Akagi más bien en un blanco en cualquier combate de superficie. La doctrina para el uso de portaaviones estaba aún evolucionando en esa época y no se habían dado cuenta de la impracticabilidad de que un portaaviones se involucrara en un duelo de artillería.

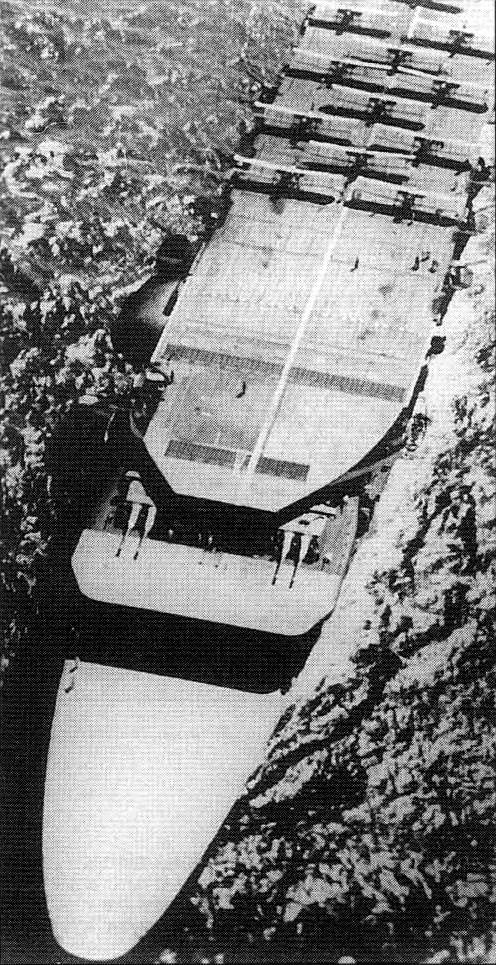
El Akagi navegando en el año 1929 con aviones en la cubierta de vuelo superior y las dos torretas de artillería sobre la cubierta de vuelo media.

El buque llevaba un armamento antiaéreo de seis montajes dobles con cañones de 12 cm Tipo Décimo Año instalados en salientes bajo el nivel de las chimeneas, donde estos no podían disparar atravesando la cubierta de vuelo, tres montajes a cada lado. Estos cañones disparaban proyectiles de 20,3 kg a una velocidad inicial de entre 825 a 830 m/s, a un ángulo de 45°, esto proporcionaba un alcance máximo de 16 000 m, y tenían un alcance vertical máximo de 10 000 m a 75° de elevación. Su cadencia de tiro era de 6-8 disparos por minuto.
El cinturón blindado en la línea de flotación del Akagi fue reducido desde 254 a 152 mm (milímetros), y fue posicionado más abajo que lo originalmente diseñado. La parte superior de su bulge antitorpedo fue equipada con 102 mm de blindaje. Su cubierta blindada también fue reducida desde 96 a 79 mm. Las modificaciones mejoraron la estabilidad del buque al compensar el incremento del peso de la parte superior donde se ubicaron la cubierta doble del hangar.

### Propulsión
En el predecesor del Akagi, el Hōshō, los gases de escape calientes se vaciaban por unas chimeneas giratorias que eran un peligro para el buque, y pruebas en un túnel de viento no sugirieron alternativas. Por eso el Akagi y el Kaga recibieron diferentes soluciones para ser evaluadas en condiciones reales. En el Akagi se instalaron dos chimeneas en el lado de estribor. 
La chimenea delantera más grande estaba instalada en un ángulo de 30° por debajo de la horizontal con su boca enfrentando el mar, y la más pequeña descargaba en forma vertical un poco pasada del borde de la cubierta de vuelo. La chimenea delantera estaba equipada con un sistema de enfriamiento por agua para reducir la turbulencia causada por la salida caliente de los gases producidos por la combustión de las calderas y una cubierta que podía ser elevada para permitir la salida de los gases si el buque alcanzaba una severa escora y la boca de la chimenea tocaba el mar. El Kaga adoptó una versión de esta configuración cuando fue modernizado durante la mitad de la década de 1930.
El Akagi fue acabado con cuatro conjuntos de turbinas de vapor de engranajes Gihon, cada una propulsando un eje de hélice, que producían un total de 98 000 kW. El vapor necesario para estas turbinas era generado por 19 calderas Kampon Tipo B con una presión de trabajo de 20 kg/cm². Algunas de las calderas era calentadas usando petróleo y las otras usaban una mezcla de fueloil y carbón. Como un crucero de batalla, se esperaba que alcanzara los 28,5 nudos (52,8 km/h), pero la reducción del desplazamiento desde 41 900 a 35 000 t (toneladas) hizo que su velocidad máxima aumentara a 32,5 nudos (60,2 km/h), la que fue alcanzada durante sus pruebas de mar el 17 de junio de 1927. El Akagi llevaba 4000 toneladas de fueloil y 2100 toneladas de carbón lo que alcanzaba para tener una autonomía de 15 000 km (kilómetros) a una velocidad de 14 nudos (26 km/h).

## Primeros años de servicio

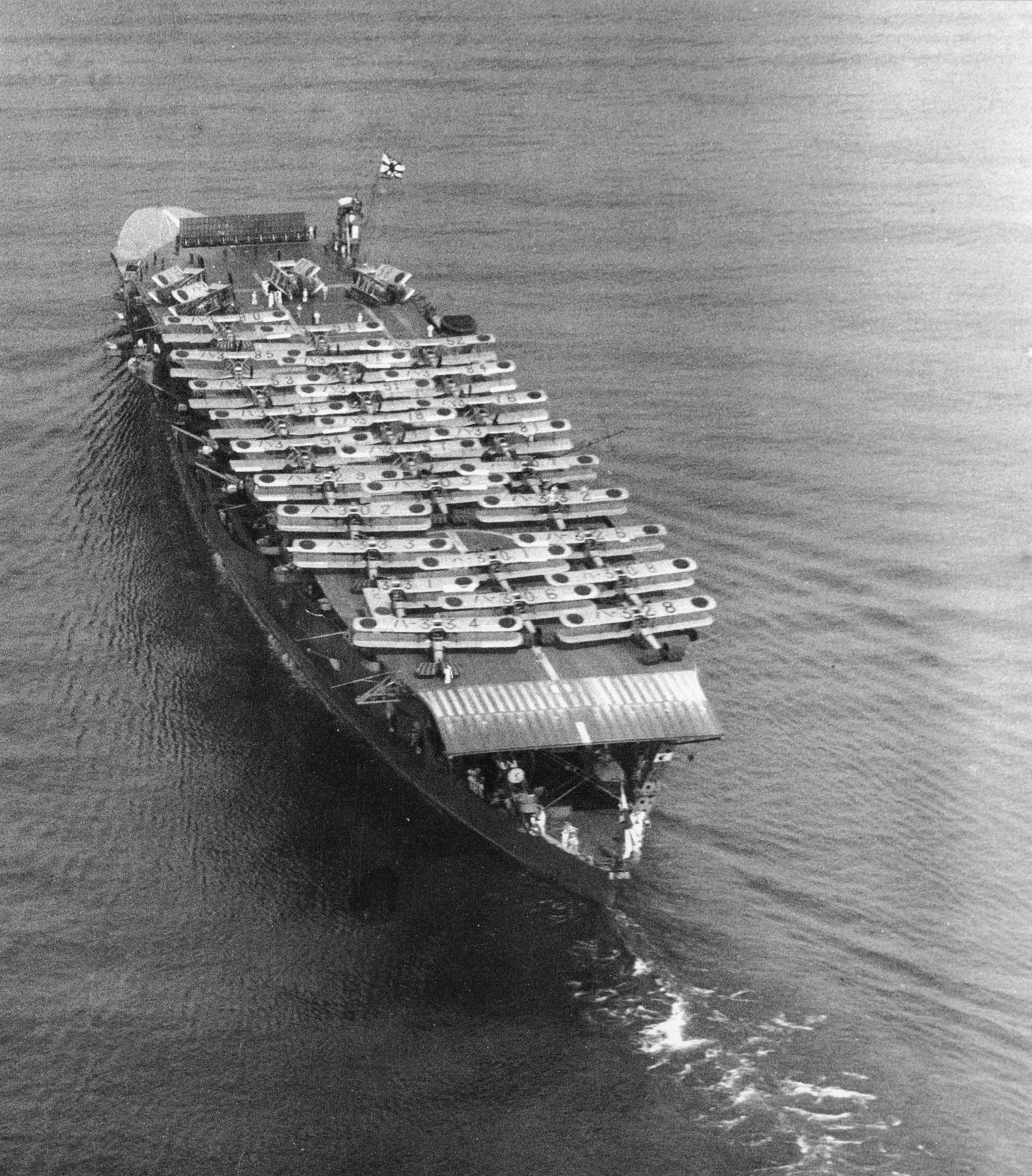
Una vista desde la popa del Akagi frente a la costa de Osaka el 15 de octubre de 1934. En la cubierta se observa a estribor una diminuta torre que era de control de vuelo y en su cubierta hay aviones bombardero torpederos Mitsubishi B1M y Mitsubishi B2M.

El Akagi se unió a la Flota Combinada en agosto de 1927 y fue asignado a la primera división de Portaaviones en su formación el 1 de abril de 1928, sirviendo como el buque insignia de la división bajo el mando del contraalmirante Sankichi Takahashi. La carrera inicial del portaaviones fue sin sobresaltos, consistente de varios ejercicios de entrenamiento. Desde el 10 de diciembre de 1928 al 1 de noviembre de 1929 el buque estuvo bajo el mando de Isoroku Yamamoto, el futuro comandante del a Flota Combinada.
El Akagi fue reducido al estado de reserva de segunda clase el 1 de diciembre de 1931 en la preparación para un corto trabajo de reequipamiento, donde su sistema de detención de aterrizajes fue reemplazado y sus sistemas de radio y ventilación fueron mejorados y revisados. Después de completar estos trabajos, el Akagi paso a la reserva de primera clase en diciembre de 1932. El 25 de abril de 1933 volvió a servicio activo y se unió a la segunda división de Portaaviones y participó en las Maniobras Especiales de la Flota de ese año.
En esa época la doctrina del Armada Imperial Japonesa estaba aún en sus etapas iniciales de desarrollo. Al Akagi y a los otros portaaviones de la Armada Imperial se les asignaron roles como multiplicadores de la fuerza táctica en apoyo de los acorazados del flota de acuerdo a la doctrina de la batalla decisiva de la Armada Imperial. En este rol, los aviones del Akagi tenían que atacar a los acorazados enemigos con bombas y torpedos. Posteriormente, a partir de 1932-1933, los ataques aéreos contra los portaaviones enemigos se consideraron de igual importancia, con la meta de establecer la superioridad aérea durante las etapas iniciales de la batalla. El componente esencial en esta estrategia era de que los portaaviones japoneses debían ser capaces de atacar primero realizando un ataque aéreo preventivo de forma masiva. En los ejercicios de entrenamiento de la flota los portaaviones comenzaron a operar en forma conjunta al frente o en la línea de batalla principal. La nueva estrategia enfatizaba el uso de la velocidad máxima tanto de los portaaviones como de los aviones que estos llevaban a bordo así como de los aviones más grandes con mayor autonomía. De esta forma, se requerían cubiertas de vuelo más largas en los portaaviones para poder operar con los aviones más pesados y más nuevos que comenzaron a entrar en servicio. Como un resultado, el 15 de noviembre de 1935, el Akagi fue colocado en la reserva de tercera clase para comenzar una extensiva modernización en el Arsenal Naval de Sasebo.

## Reconstrucción
La modernización del Akagi involucró mucho menos trabajo que la del Kaga, pero demoró tres veces más por dificultades financieras relacionadas con la Gran Depresión. Las tres cubiertas de vuelo de la nave fueron evaluadas como demasiada pequeñas para operar los aviones más grandes y pesados que pronto entrarían en servicio. Como resultado, las cubiertas de vuelo inferior y media fueron eliminadas a cambio de dos cubiertas de hangares cerrados que se extendía por casi todo el largo del buque. El espacio total de las áreas de los hangares superior y medio aumentaron a casi 8600 m² (metros cuadrados); el hangar inferior permaneció del mismo tamaño. La cubierta de vuelo superior fue extendida hasta la proa, incrementando su largo a 249,17 m (metros), y aumentando la capacidad de aviones a 86 (61 operacionales y 25 en almacenaje). Se agregó un tercer ascensor, de 11,8 × 13 m, a mitad de la nave. Sus sistema de detención de aterrizaje fue reemplazado por el sistema Tipo 1 de diseño japonés, de operación hidráulica y con nueve cables. La modernización agregó un superestructura de puente tipo isla en el lado de babor del buque, lo que era una disposición inusual; el único portaaviones en compartir esta característica fue el portaaviones contemporáneo Hiryū, en relación con la eslora del buque, el puente-isla era bastante pequeño. Se escogió el lado de babor como un experimento para ver si ese lado era mejor para las operaciones de vuelo al alejar la isla de las salidas de los gases de escape. La cubierta de vuelo se inclinaba ligeramente hacia adelante y hacia atrás desde un punto a aproximadamente tres octavos de la parte trasera.

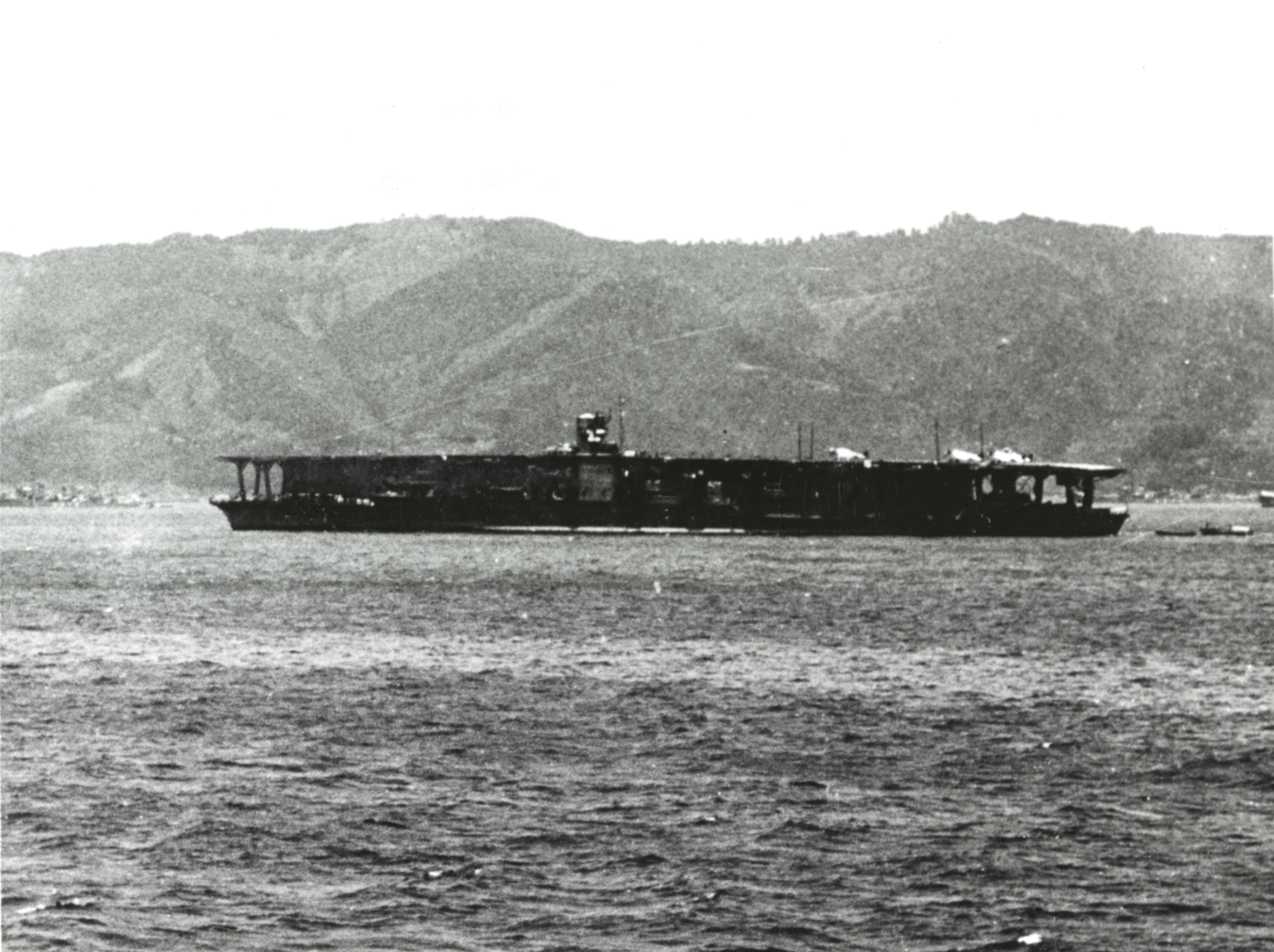
El Akagi en Sukumo, Kōchi, en abril de 1939 con su nueva y única cubierta de vuelo y con una superestructura tipo isla.

La velocidad del Akagi ya era satisfactoria y los únicos cambios a su maquinaria fueron el reemplazo de las calderas mixtas de carbón y fueloil con unas modernas calderas a petróleo y mejoras a las instalaciones de ventilación. Aunque la potencia de los motores aumentaron desde 131 200 a 133 000 hp (caballos de fuerza), su velocidad bajo ligeramente desde 32,5 a 31,2 nudos (60,2 a 57,8 km/h) en las pruebas que se realizaron debido al aumento de su desplazamiento a 42 000 toneladas. También se incrementó el volumen de sus estanques de combustible para almacenar 7600 toneladas de fueloil, lo que aumentó su autonomía a 18 520 km (kilómetros) a una velocidad de 16 nudos (30 km/h). La chimenea trasera vertical fue modificada para igualar a la chimenea delantera y se incorporó en la misma estructura de soporte, la chimenea resultante fue una de las más anchas construidas de toda la flota Kido Butai con 18 m de longitud.
Las dos torretas gemelas sobre la cubierta de vuelo media fueron removidas y se agregaron catorce montajes gemelos con cañones de 25 mm (milímetros) Tipo 96 montados en plataformas laterales en el casco. Estos cañones disparaban proyectiles de 0,25 kg (kilogramos) a una velocidad inicial de 900 m/s (metros por segundo) a una elevación de 50°, lo que resultaba en un alcance máximo de 7500 m (metros), y un techo efectivo de 5500 m. La tasa máxima de disparo era de solo entre 110 y 120 disparos por minuto debido a la frecuente necesidad de cambiar su cargadores de solo 15 disparos. Estaban instalados seis directores Tipo 95 para el control de los nuevos cañones de 25 mm y dos nuevos directores antiaéreos Tipo 94 que reemplazaron a los obsoletos Tipo 91. Después de la modernización el Akagi llevaba un director Tipo 89 para los cañones de 200 mm, no se conoce con certeza cuantos de estos estaban instalados antes de la modernización. La tripulación de la nave aumentó a 2000 después de la reconstrucción.

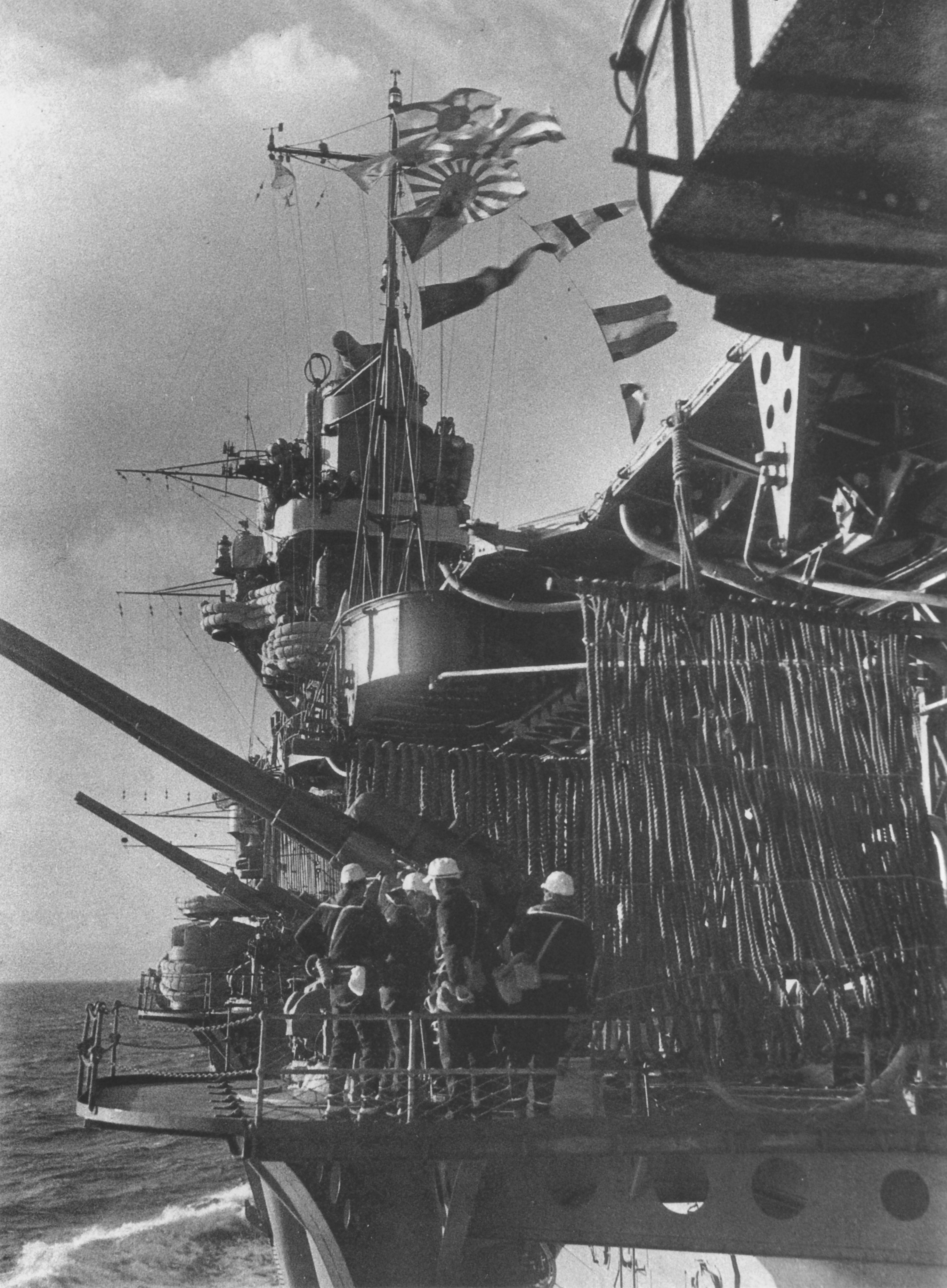
Plataformas laterales de babor para los cañones antiaéreos en el Akagi, donde se puede ver la baja posición de su montaje en el casco, lo que restringía en forma importante su arco de fuego.

Los cañones antiaéreos del buque estaban agrupados en la mitad de este y colocados en una posición relativamente baja del casco. De esta forma, los cañones no podían ser apuntados para enfrentar amenazas directamente hacia adelante o hacia atrás. También, la isla bloqueaba los arcos de fuego delanteros de la batería de babor. Como resultado, el buque era vulnerable al ataque por Bombardero en picado. Se programó el cambio de los cañones de 12 cm (centímetros) y 45 calibres Tipo Año 10 por montajes más modernos con cañones de 12,7 cm y 40 calibres Tipo 89 en el año 1942. Las plataformas laterales iban a ser elevadas en una cubierta para permitirles algo de posibilidad de disparar por sobre la cubierta tal como se hizo durante la modernización del Kaga. Pero los eventos ocurridos, impidieron que el buque sobreviviera a los combates acaecidos lo suficiente como para que esta mejoras tuvieran lugar.
Varias importantes debilidades en el diseño del Akagi no fueron rectificadas. Los tanques con combustible de aviación del Akagi estaban incorporados directamente en la estructura del portaaviones, lo que significaba que las vibraciones causadas por las explosiones o impactos de las bombas o proyectiles, serían transmitidos directamente a los tanques, lo que resultaba en grietas o fugas en estos. También, la estructura totalmente cerrada de las nuevas cubiertas de hangar hacía el combate de los incendios más difícil, al menos en parte debido a los vapores de combustible que se podía acumular en los hangares. Exacerbando el peligro, estaba el requerimiento de la doctrina japonesa de portaaviones de que los aviones tenían que recibir atención, ser reabastecidos de combustible, rearmados abajo, en la cubierta de hangares cada vez que fuera posible y no en la cubierta de vuelo. Adicionalmente las cubiertas de hangares y de vuelo tenían poca protección blindada. Otro hecho era la falta de redundancia en los sistemas de extinción de incendios y fallos eléctricos en los equipos extinción de CO2. Estas debilidades se revelarían más tarde como factores cruciales en el hundimiento de esta nave.

## Período previo a la Segunda Guerra Mundial
La modernización del Akagi fue completado el 31 de agosto de 1938. La nave fue reclasificada como buque de la primera reserva el 15 de noviembre, pero no se unió a la Primera División de Portaaviones hasta el siguiente mes. En su nueva configuración, el portaaviones embarcaba 12 cazas Mitsubishi A5M "Claude" con 4 ejemplares de repuesto desarmados, 19 bombarderos en picado Aichi D1A con 5 ejemplares de repuesto y 35 bombarderos/torpederos Yokosuka B4Y con 16 ejemplares de repuesto. La nave zarpó con destino a las aguas del sur de China el 30 de enero de 1939 para apoyar el desarrollo de las operaciones terrestres realizadas en esa zona, incluyendo los ataques a Guilin y Liuzhou, hasta el 19 de febrero fecha en que retornó a Japón. El Akagi apoyó las operaciones en China central entre el 27 de marzo y el 2 de abril de 1940. Posteriormente fue reclasificado como buque de propósitos especiales (Tokubetse Ilomokan) el 15 de noviembre de 1940, mientras estaba siendo reacondicionado.

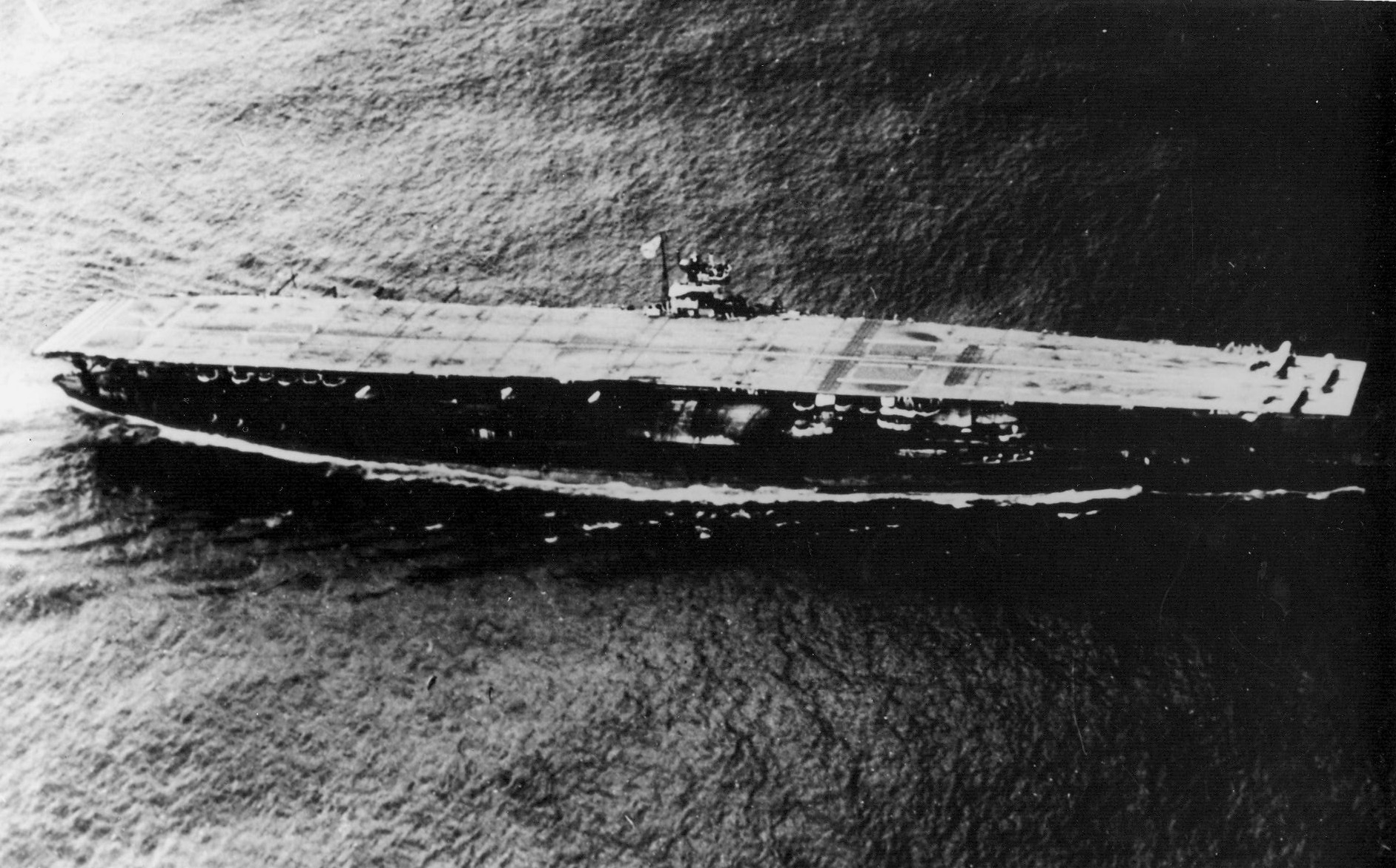
El Akagi en el verano de 1941.

Las experiencias japonesas en China ayudaron a un mayor desarrollo de la doctrina del uso de portaaviones por parte de la Armada Imperial Japonesa. Una lección aprendida en China fue la importancia de la concentración y masa en la proyección del poder aéreo naval hacia las zonas costeras. Por lo tanto, en abril de 1941, la Armada Imperial Japonesa formó la Primera Flota Aérea o Kido Butai, para combinar todos sus portaaviones de flota bajo un solo mando. El 10 de abril de 1941, el Akagi y el Kaga fueron asignados a la Primera División de Portaaviones como parte de la nueva flota de portaaviones, que también incluían a las divisiones de portaaviones Segunda (con los portaaviones Hiryū y Sōryū) y la Quinta (con los portaaviones Shōkaku y Zuikaku). La Armada Imperial Japonesa centró su doctrina en ataques aéreos que combinaban los grupos aéreos de todas las divisiones de portaaviones y no de cada uno de ellos en forma individual. Cuando varias divisiones de portaaviones operaban en forma conjunta, los grupos aéreos de estos se combinaban. Esta doctrina de grupos de ataque aéreos basados en portaaviones combinados y en masa era la más avanzada de su clase en el mundo. Sin embargo, la Armada Imperial Japonesa, mantuvo su preocupación de que al concentrar todos sus portaaviones en sólo grupo los haría vulnerables a ser hundidos por solo un masivo ataque enemigo aéreo o de superficie. Por consiguiente, la Armada Imperial Japonesa desarrolló un solución de compromiso en que los portaaviones de flota operaban en forma estrecha al interior de las divisiones de portaaviones pero las divisiones en sí mismas operaban en formaciones rectangulares amplias, con una distancia de aproximadamente 7000 metros separando cada portaaviones.
La doctrina japonesa dictaba que todos los grupos aéreos de los portaaviones no deberían ser lanzados en un único ataque masivo. Sino que cada portaaviones lanzaría una "carga de cubierta de ataque" de todos los aviones que podían estar de una sola vez en la cubierta de vuelo de un portaaviones específico. Las olas de ataque subsecuentes consistían de los aviones contenidos en la siguiente carga de cubierta de ataque. De esta forma, los ataques aéreos de la Primera Flota Aérea a menudo consistirían de al menos dos masivas olas de aviones. La Primera Flota Aérea no era considerada como la fuerza de ataque estratégica primaria de la Armada Imperial Japonesa. La Armada Imperial consideraba a la Primera Flota Aérea un componente integral en la Kantai Kessen de la Flota Combinada o la fuerza de tareas para la "batalla decisiva" centrada en acorazados. El Akagi fue designado como el buque insignia de la Primera Flota Aérea, un rol que la nave ostentaría hasta su hundimiento catorce meses más tarde.
Aunque la concentración de tantos portaaviones de flota en una sola unidad era un concepto estratégico ofensivo nuevo y revolucionario, la Primera Flota Aérea sufría de varias deficiencias defensivas que le daban, según Mark Peattie, una quijada de cristal: podía lanzar un poderoso golpe pero no podía resistir recibir uno. Los cañones antiaéreos de los portaaviones japoneses y los sistemas de control de fuego asociados tenían varias deficiencias de diseño y de configuración que limitaban sus efectividad. También, la patrulla aérea de combate (en inglés: Combat Air Patrol, CAP)de la flota de la Armada Imperial Japonesa consistía de muy pocos cazas y se veía obstaculizada por un sistema de alerta temprana inadecuada, incluyendo la carencia de radar. Adicionalmente, pobres comunicaciones radiales con los cazas inhibía un efectivo comando y control de la patrulla aérea de combate. También, los buques de guerra que formaban la escolta de los portaaviones no estaban entrenados o desplegados para proporcionar apoyo antiaéreo cercano. Estas deficiencias, combinadas con las debilidades propias del diseño de la nave previamente detalladas, finalmente condenaron al Akagi y a los otros portaaviones de la Primera Flota Aérea.

## Segunda Guerra Mundial

### Pearl Harbor y operaciones subsiguientes

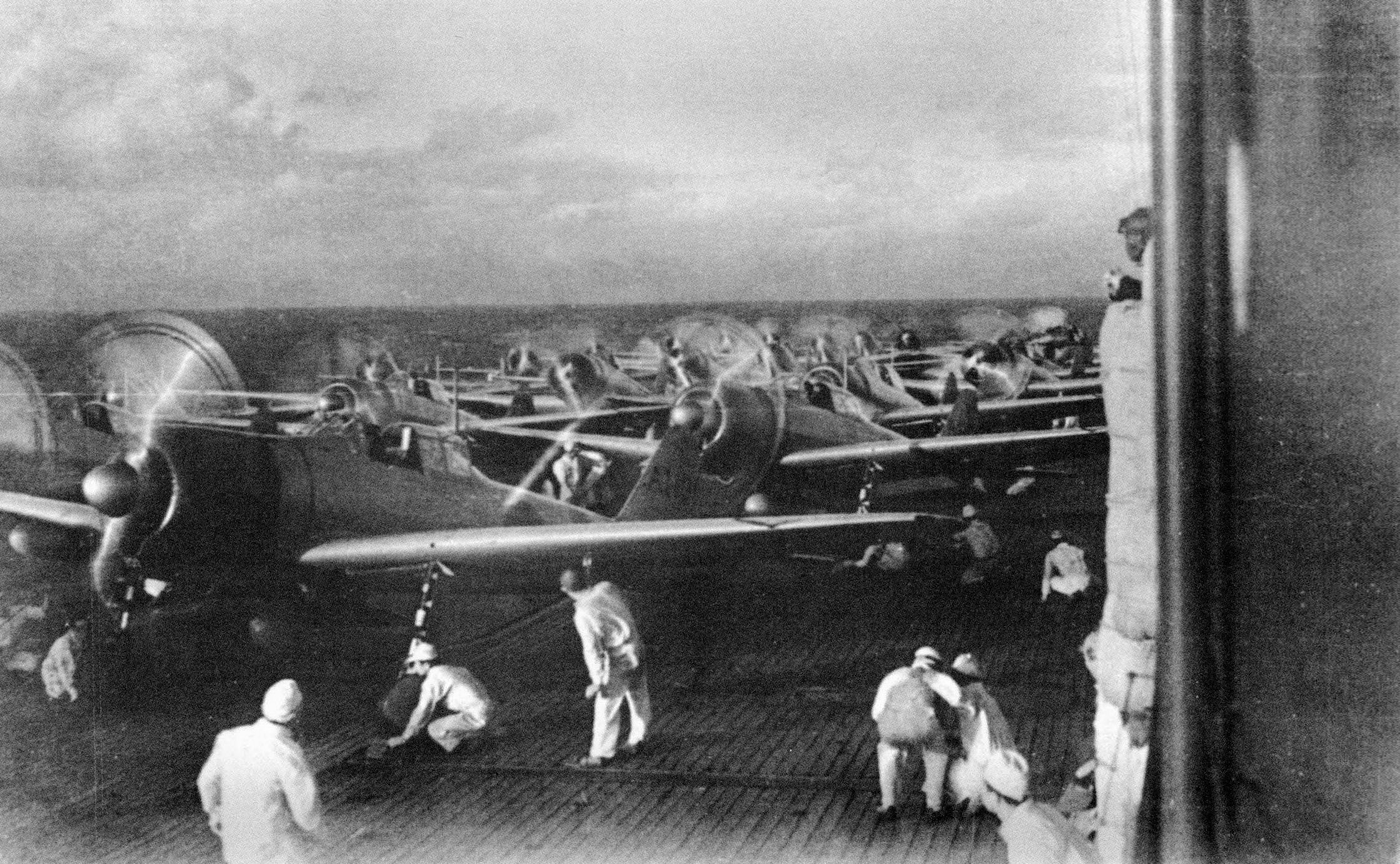
Cazas A6M2 Zero se preparan a ser lanzados desde el Akagi como parte de la segunda ola durante el ataque a Pearl Harbor.

Al mando del capitán Kiichi Hasegawa, el Akagi fue el buque insignia del vicealmirante Chūichi Nagumo para la Fuerza de Ataque para el ataque a Pearl Harbor que intentó destruir a la Flota del Pacífico de Estados Unidos. El Akagi y los otros cinco portaaviones, desde una posición a 430 km al norte de Oahu, lanzaron dos olas de aviones en la mañana del 7 de diciembre de 1941. En la primera ola, 27 bombarderos torpederos Nakajima B5N "Kate" del Akagi torpedearon a los acorazados Oklahoma, West Virginia y al California mientras que 9 cazas Mitsubishi A6M Zero de la nave atacaron la base aérea de Hickam Field. En la segunda ola, 18 bombarderos en picado Aichi D3A "Val" del portaaviones atacaron a los acorazados Maryland y Pennsylvania, al crucero ligero Raleigh, al destructor Shaw y al buque de aprovisionamiento logístico Neosho mientras que 9 "Zeros" atacaron varios aeródromos estadounidenses. Uno de los Zeros del portaaviones fue derribado por cañones antiaéreos estadounidenses durante la primera ola de ataque, matando a su piloto. El comandante de la primera ola de ataque, el comandante Mitsuo Fuchida, despegó desde el Akagi.
En enero de 1942, junto con el resto de la Primera y Quinta Divisiones de Portaaviones, el Akagi sirvió de apoyo en la invasión de Rabaul en las islas de Bismarck, cuando los japoneses se movieron para asegurar su perímetro defensivo sur contraataques originados desde Australia. El Akagi proporcionó 20 B5N y 9 Zeros para el ataque aéreo inicial contra Rabaul el 20 de enero de 1942. La Primera División de Portaaviones atacó al día siguiente las posiciones aliadas cercanas a Kavieng, donde el Akagi contribuyó con 9 A6M Zeros y 18 D3A. En el día 22, los D3A y Zero del Akagi atacaron nuevamente Rabaul antes de regresar el día 27 de enero a Truk. La segunda división de Portaaviones, con el Sōryū y el Hiryū, habían sido separados y enviados para apoyar la invasión de la Isla de Wake el 23 de diciembre de 1941 y no se reunieron con el resto de la fuerza de ataque móvil de portaaviones hasta febrero de 1942.
El Akagi, junto con el Kaga y el portaaviones Zuikaku, salieron en busca de las fuerzas navales estadounidenses que atacaron las Islas Marshall el 1 de febrero de 1942, pero fueron llamados para realizar otras operaciones. El 7 de febrero al Akagi y a los portaaviones de la Primera y Segunda Divisiones de Portaaviones, se les ordenó ir hacia el sur en la zona del Mar de Timor donde, el 19 de febrero, desde un punto a 190 km de la punta sureste de Timor, lanzaron ataques aéreos contra Darwin, Australia, en un intento para destruir su puerto e instalaciones aeroportuarias para prevenir cualquier interferencia con la invasión de Java. El Akagi contribuyó al ataque con 18 B5N, 18 D3A y Zero, el cual tomó por sorpresa a los defensores. Ocho buques fueron hundidos, incluyendo al destructor estadounidense USS Peary y catorce más fueron dañados. No se perdió ninguno de los aviones del portaaviones y el ataque logró que Darwin no pudiera contribuir a la defensa aliada de Java. El 1 de marzo el petrolero estadounidense USS Pecos fue hundido por D3A del portaaviones  Sōryū y el Akagi. Más tarde de ese mismo día el destructor estadounidense USS Edsall fue atacado y hundido por D3A pertenecientes al Akagi y al Sōryū, en combinación con fuego de artillería de dos acorazados y dos cruceros pesados de la escolta. El Akagi y sus compañeros apoyaron la invasión de Java, aunque su principal contribución parece ser el haber proporcionado 18 "Kates" y 9 "Zeros" para el ataque aéreo del 5 de marzo contra Tjilatjap. Este grupo fue muy exitoso, hundiendo ocho buques en el puerto que existía allí y no se perdió ningún avión del Akagi. La mayor parte de las fuerzas aliadas en las Indias Orientales Holandeses se rindieron a los japoneses hacia finales de marzo. Luego el Kido Butai zarpó en dirección hacia la bahía Staring en las Islas de Célebes para reabastecerse y recuperarse. El 26 de marzo el Akagi se dirigió para realizar la incursión del Océano Índico con el resto de la Kido Butai. El intento japonés era derrotar la Flota Oriental británica y destruir el poder aéreo británico en la región con el propósito de asegurar el flanco de las operaciones japonesas en Burma.

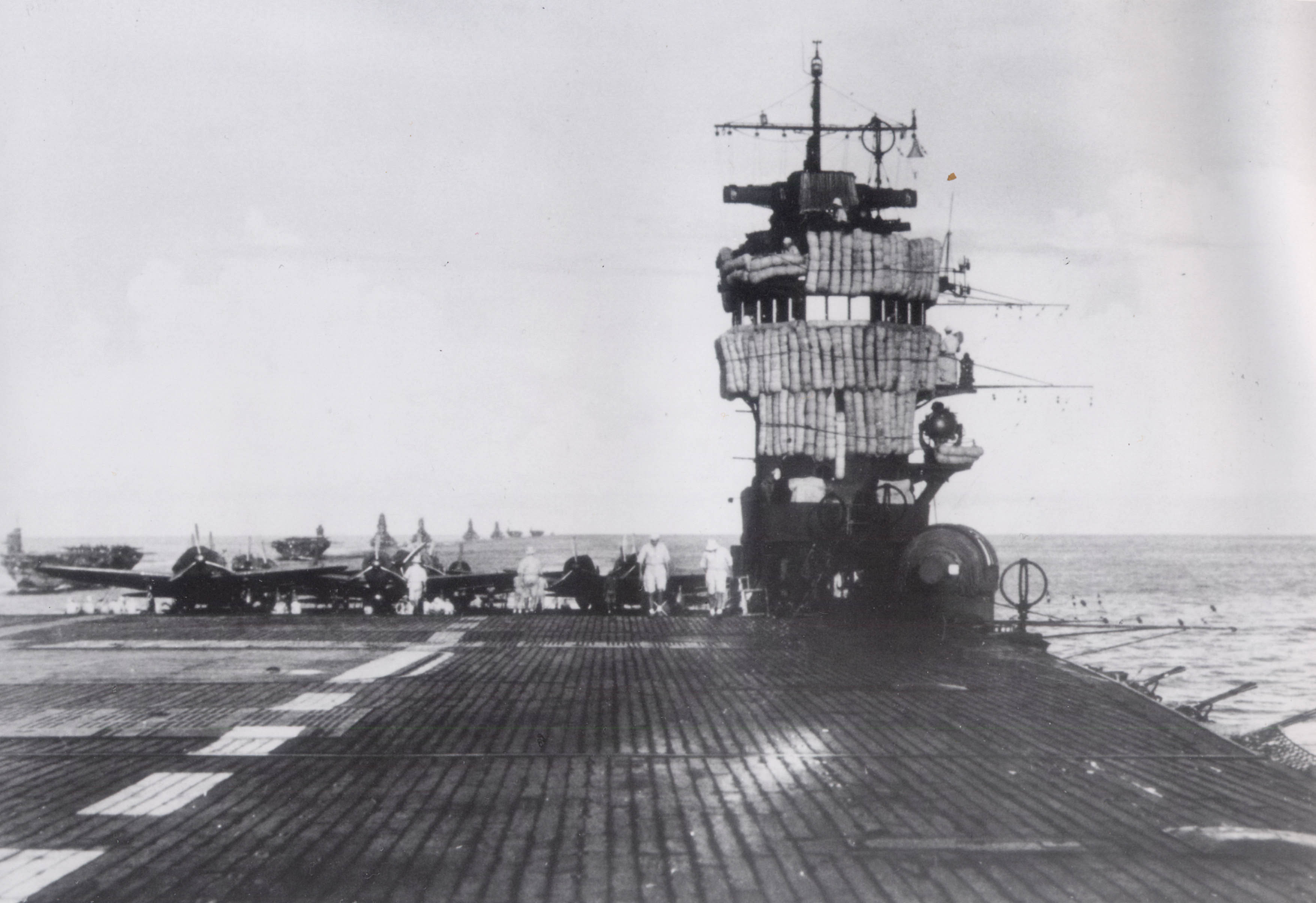
El Akagi dejando las Islas de Célebes para atacar Colombo el 26 de marzo de 1942. En el fondo se pueden ver a los otros portaaviones y acorazados de la fuerza de ataque. Se han colocado colchones enrollados de futones alrededor de la isla para proporcionar protección extra en caso de ataque enemigo.

El 5 de abril de 1942, el Akagi lanzó 17 B5N y 9 Zero en un ataque aéreo contra Colombo, Ceylán, el cual daño las instalaciones portuarias. No se perdió ningún avión y los piltos de los Zero dijeron que habían derribado una docena de los cazas defensores británicos. Más tarde en ese día, 17 D3A pertenecientes al Akagi ayudaron a hundir los cruceros pesados británicos Cornwall y Dorsetshire. El 9 de abril, el Akagi atacó Trincomalee con 18 B5N, escoltados por 6 Zero los que dijeron haber derribado 5 cazas Hawker Hurricane (de los cuales sólo dos pueden ser confirmados por los registros aliados) sin pérdidas propias. Mientras tanto un hidroavión del acorazado Haruna logró ubicar al portaaviones británico Hermes, escoltado por el destructor australiano Vampire, lo que provocó que cada D3A disponible fuera lanzado para atacar estos buques. El Akagi contribuyó con 17 bombarderos en picado que ayudaron a hundir a ambos buques y también lograron localizar al petrolero RFA Athlestone, escoltado por la corbeta HMS Hollyhock, hundiendo ambos buques sin pérdidas propias. Durante las acciones del día, el portaaviones escapó por poco de ser dañado cuando 9 bombarderos británicos Bristol Blenheim, procedentes de Ceylán, penetraron la patrulla área de combate y dejaron caer sus bombas desde una altura de 3.400 metros, fallando por poco de impactar en el portaaviones y el crucero pesado Tone. Posteriormente cuatro de los Blenheims fueron derribados por los cazas de la patrulla aérea de combate y otro fue derribado por los aviones del portaaviones que regresaban del ataque aéreo. Después de la incursión, la fuerza móvil de ataque de portaaviones regresó a Japón para reabastecerse y reequiparse.
El 19 de abril de 1942, mientras se encontraba cerca de Taiwán en su regreso a Japón, el Akagi, el Sōryū y el Hiryū Fueron enviados en persecución de los portaaviones estadounidenses Hornet y Enterprise, quienes habían lanzado la incursión Doolittle. Sin embargo, no lograron localizar a los portaaviones estadounidenses ya que estos se habían alejado inmediatamente en dirección de Hawái. El Akagi y los otros portaaviones abandonaron rápidamente la persecución y lanzaron anclas en el fondeadero de Hashirajima el 22 de abril. El 25 de abril, el capitán Taijiro Aoki relevó a Hasegawa como el comandante del portaaviones. Habiendo estado involucrado constantemente en operaciones por cuatro y medio meses, el buque, junto con los otros tres portaaviones de la Primera y Segunda Divisiones de Portaaviones, fueron rápidamente reequipadas y reabastecidas en preparación de la siguiente gran operación de la Flota Combinada, programada para que comenzara en un mes a partir de esa fecha. La Quinta División de Portaaviones, con el Shōkaku y el Zuikaku, habían sido separados a mediados de abril para ir en apoyo de la Operación Mo, la que resultó en la Batalla del Mar del Coral. Mientras se encontraba en Hashirajima, el grupo aáreo del Akagi estuvo basado en tierra en Kagoshima y realizó entrenamiento de vuelo y de armas con las otras unidades de la Primera Flota Aérea.

### Midway

#### La incursión contra Midway

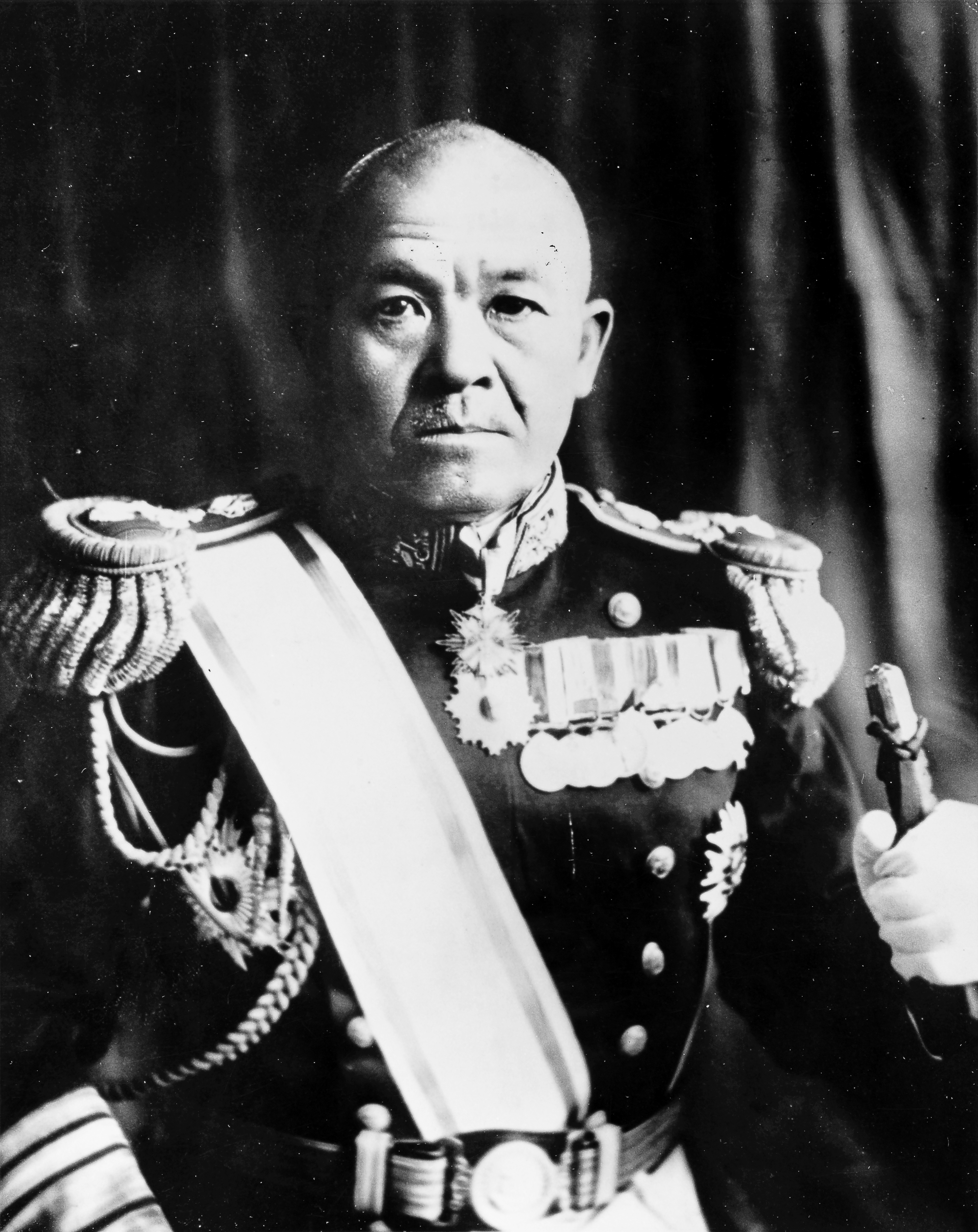
El comandante de la Primera Flota Aérea, el vicealmirante Chūichi Nagumo, para el cual el Akagi sirvió como buque insignia desde Pearl Harbor a Midway.

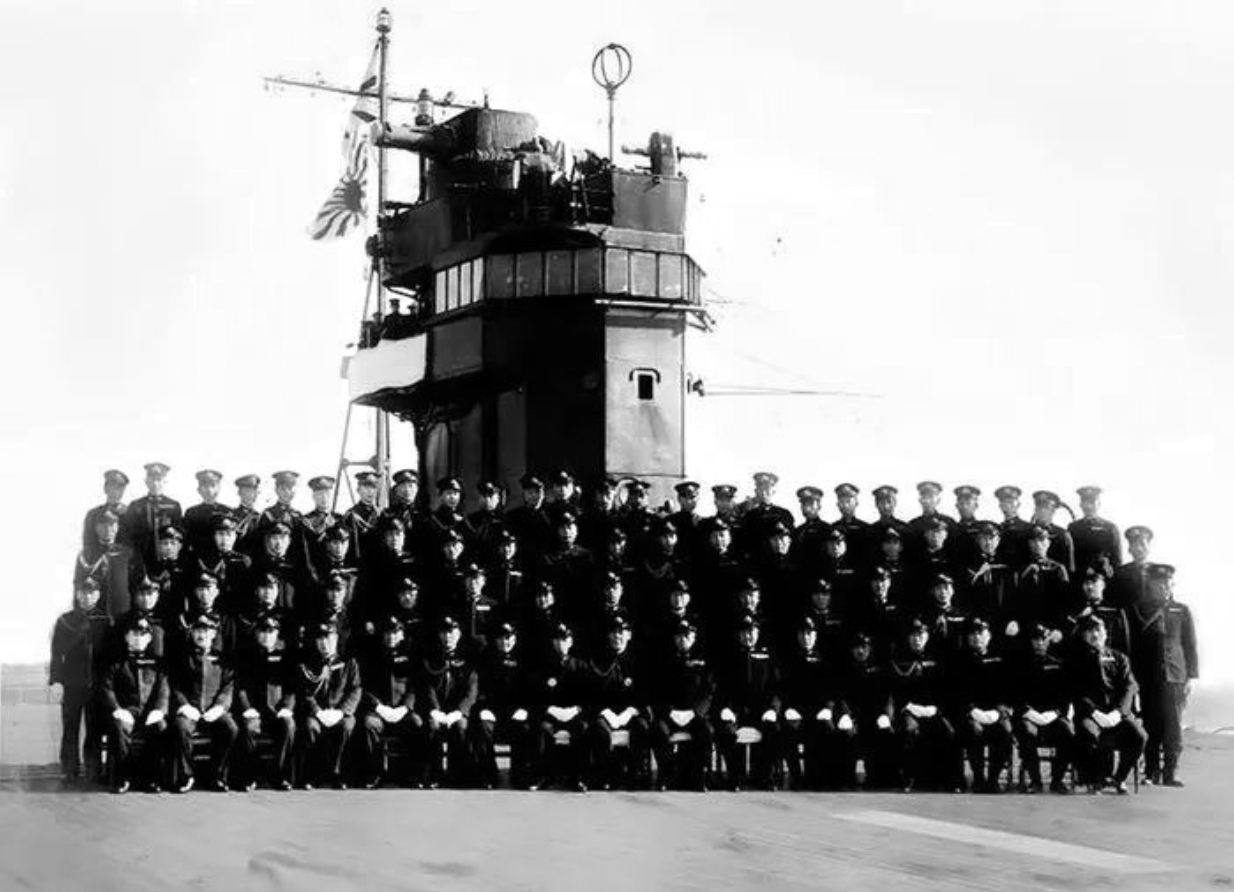
Plana mayor de oficiales a bordo del Akagi (24-12-1941)

Preocupados por los ataques de los portaaviones estadounidenses en las Islas Marshalls, Lae-Salamaua y la incursión Doolittle, Yamamoto determinó forzar a la Armada de Estados Unidos a un combate para eliminar la amenaza presentada por los portaaviones estadounidenses. Él decidió invadir y ocupar las Islas Midway, ya que estaba seguro de que atraería a las fuerzas de portaaviones estadounidenses a una batalla. El nombre en clave japonés para la operación de invasión de las islas fue MI.
El 25 de mayo de 1942, el Akagi zarpó junto con la fuerza de ataque de portaaviones de la Flota Combinada en compañía de los portaaviones Kaga, Hiryū y Sōryū, que constituían la Primera y Segunda Divisiones de Portaaviones, para atacar la isla de Midway. Nuevamente Nagumo instaló su insignia en el Akagi. Debido a los daños y pérdidas sufridas durante la batalla del Mar del Coral, la Quinta División de Portaaviones con los portaaviones Shōkaku y Zuikaku no estaban presentes en la operación. El complemento de aviones del Akagi consistía en 24 Zero, 18 D3A y 18 B5N.
Con la flota posicionada a 460 km al noroeste de la Isla de Midway al amanecer (hora local 04:45) del 4 de junio de 1942, la participación del Akagi en la incursión aérea combinada de 108 aviones fue un ataque contra el aeródromo ubicado en la Isla Oriental con 18 bombarderos en picado escoltados por 9 Zero. Los B5N del portaaviones estaban armados con torpedos y se mantuvieron listos en el caso de que se descubrieran buques enemigos durante la operación contra Midway. Las únicas pérdidas que sufrió durante el ataque el grupo aéreo del Akagi fue un Zero derribado por las defensas antiaéreas, otros tres fueron dañados; cuatro bombarderos en picado también fueron dañados, aunque sólo uno resultó no reparable. Desconocido a los japoneses, la Armada de Estados Unidos habían logrado enterarse del plan MI usando inteligencia de señales y habían preparado una emboscada usando sus tres portaaviones disponibles, posicionados al noreste de Midway.
Uno de los bombarderos torpederos del Akagi fue lanzado para aumentar la búsqueda de cualquier nave estadounidense que pudiera estar en el área. El portaaviones contribuyó con tres Zero de un total de 11 asignados a la patrulla aérea de combate inicial que protegía a los cuatro portaaviones. Hacia las 07:00 el portaaviones tenía 11 cazas en la patrulla aérea de combate que ayudaban a defender a la Kido Butai de los primeros atacantes estadounidenses provenientes desde la Isla de Midway a las 07:10.
A esa hora, los portaaviones de Nagumo fueron atacados por seis TBF Avenger de la Armada de Estados pertenecientes al escuadrón VT-8 y por cuatro B-26 Marauder pertenecientes a las Fuerzas Aéreas del Ejército de los Estados Unidos (en inglés: United States Army Air Forces, USAAF), todos ellos equipados con torpedos. Los Avenger atacaron al Hiryū mientras que los Marauder atacaron al Akagi. Los 30 Zero de la patrulla aérea de combate en el aire en ese momento, incluyendo a 11 pertenecientes al Akagi, los atacaron inmediatamente, derribando a cinco de los Avenger y a dos de los B-26. Sin embargo, uno de los Zero del Akagi fue derribado por el fuego defensivo de los B-26. Varios de los Marauder lanzaron su torpedos, pero todos fallaron en alcanzar su blanco. Uno de los B-26 ametralló al Akagi después de lanzar su torpedo, matando a dos tripulantes. Otro, ya sea intentando un ataque suicida, incapaz de seguir volando debido a daño de combate, o a un piloto incapacitado, no se estrelló por poco contra el puente Akagi donde se encontraba Nagumo, cayendo finalmente al mar.
A las 07:15 el almirante Nagumo ordenó que los B5N del Kaga y el Akagi fueran rearmados con bombas para realizar otro ataque contra Midway. Este proceso era limitado por la cantidad de carros de transporte de armas usados para manejar las bombas y torpedos disponibles y al número limitado de ascensores de municiones. Esto significó que los torpedos no podían ser enviados a las cubiertas inferiores hasta que todas las bombas fueran subidas desde la santabárbara, ensambladas y montadas en los aviones. Normalmente todo este proceso demoraba una hora y media; además se necesitaba más tiempo para llevar a los aviones a la cubierta de vuelo, calentar los motores de los aviones y lanzar el grupo de ataque. Alrededor de las 07:40 el almirante Nagumo cambió su orden anterior cuando recibió un mensaje de uno de sus aviones de exploración que anunciaba que se habían localizado buques de guerra estadounidenses. Con su munición agotada, tres de los Zero del Akagi de la patrulla aérea de combate aterrizaron en el portaaviones a las 07:26. A las 07:40, el solitario avión de exploración del portaaviones regresó de su misión de reconocimiento sin haber visto nada.

#### Hundimiento

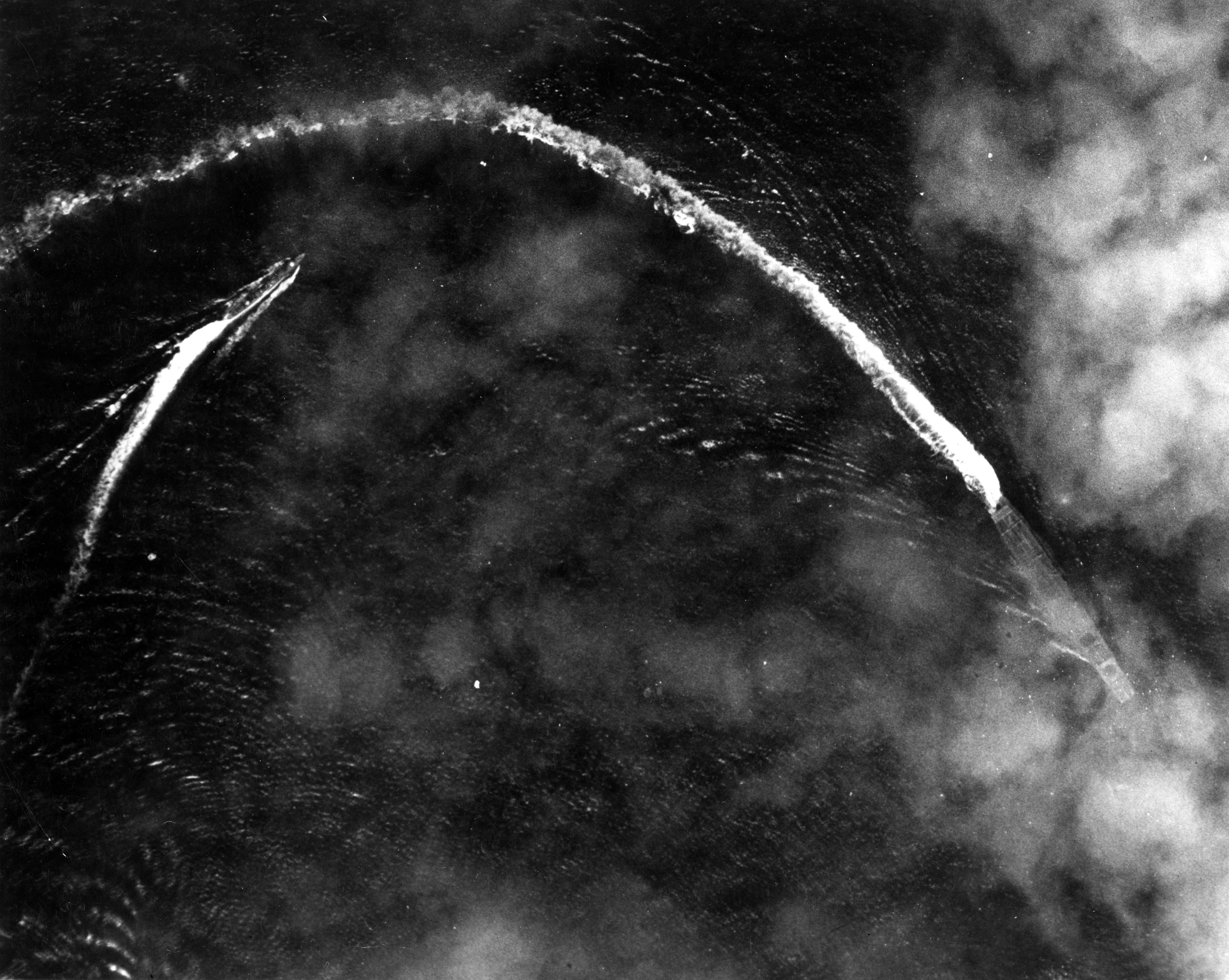
El Akagi (a la derecha, parcialmente tapado por las nubes) realiza acciones evasivas durante un ataque aéreo realizado por B-17 estadounidenses poco después de las 08:00 del 4 de junio de 1942. El buque que lo sigue a la izquierda probablemente es el destructor Nowaki asignado a tareas de guardia aérea. La fotografía fue tomada desde uno de los B-17 atacantes.

A las 07:55, llegó el siguiente ataque estadounidense proveniente desde Midway en la forma de 16 bombarderos en picado SBD-2 Dauntless del escuadrón VMSB-241 pertenecientes a la Infantería de Marina bajo el mando del mayor Lofton R. Henderson. Los tres cazas restantes de la patrulla aérea de combate del Akagi estaban entre los nueve aparatos que aún se encontraban en el aire y que atacaron a los aviones de Henderson, derribando a seis de ellos cuando realizaron un infructuoso ataque de bombardeo a nivel contra el Hiryū. Aproximadamente al mismo tiempo, los portaaviones japoneses fueron atacados por 12 B-17 Flying Fortress pertenecientes a la USAAF, quienes los bombardearon desde una altura de 6.100 metros. La alta altitud desde la que atacaron dio tiempo suficiente a los capitanes japoneses para anticipar donde caerían las bombas y realizar maniobras exitosas para evitar el área de impacto. Cuatro de los B-17 atacaron al Akagi, pero todas sus bombas fallaron.
El Akagi reforzó su patrulla aérea de combate lanzando tres Zero adicionales a las 08:08 y cuatro más a las 08:32. Estos Zero frescos ayudaron a derrotar el siguiente ataque estadounidense proveniente de Midway, consistente en 11 bombarderos en picado Vought SB2U Vindicator pertenecientes al escuadrón VMSB-241, que comenzaron a atacar al acorazado Haruna a las 08:30. Tres de los Vindicator fueron derribados, y el Haruna pudo escapar dañado. Aunque todos los ataques aéreos estadounidenses hasta el momento habían causado daños despreciables, mantuvieron a la fuerza de portaaviones japonesa fuera de equilibrio en la medida de que Nagumo se esforzaba en preparar una respuesta al recibir un aviso, a las 08:20, de que se habían avistado las fuerzas de portaaviones estadounidense hacia el noreste de su posición.
El Akagi comenzó a recobrar su fuerza de ataque contra Midway a las 08:37 y finalizó a las 09:00. Los aviones posados fueron rápidamente enviados a las cubiertas inferiores, mientras la tripulación del portaaviones comenzaba los preparativos para alistar a los aviones necesarios para el ataque contra la fuerza de portaaviones estadounidenses. Sin embargo, dichos preparativos fueron interrumpidas a las 09:18 cuando fueron avistados los primeros aviones atacantes provenientes de los portaaviones estadounidenses. Estos consistían en 15 bombarderos torpederos TBD Devastator del escuadrón VT-8, liderados por John C. Waldron provenientes del portaaviones Hornet. Los seis Zero de la patrulla aérea de combate del Akagi se unieron a los otros 15 cazas que se encontraban en el aire y destruyeron a los aviones comandados por Waldron. Los 15 aviones estadounidenses fueron derribados cuando intentaban atacar con torpedos al Soryū, dejando solo un aviador sobreviviente flotando en el agua.
Poco después atacaron 14 Devastator del escuadrón VT-6 pertenecientes al portaaviones estadounidense Enterprise, comandados por Eugene E. Lindsey. Los aviones liderados por Lindsey trataron de emparedar al Kaga, pero la patrulla aérea de combate, reforzada por 8 Zero adicionales lanzados por el Akagi a las 09:33 y 09:40, derribó a 10 aviones estadounidenses, y el Kaga pudo evadir los torpedos. El fuego defensivo de los Devastator derribó a uno de los Zero del Akagi.

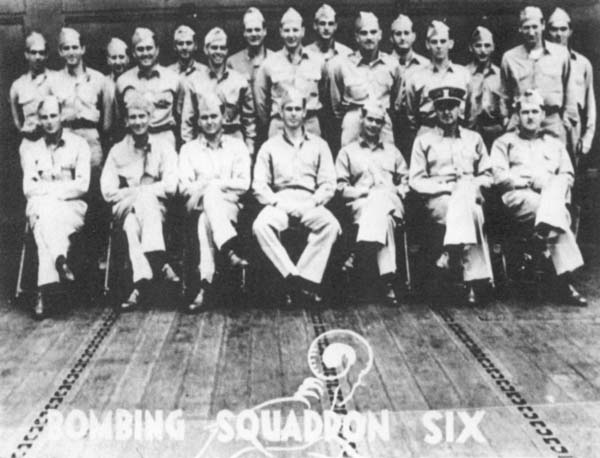
Una foto de grupo de los pilotos de los bombarderos en picado del escuadrón VB-6 perteneciente al Enterprise, tres de los cuales dañarían fatalmente al Akagi. Richard Best está sentado en el centro en la fila delantera. Los otros dos que atacaron al Akagi con Best fueron Edwin J. Kroeger (de pie, octavo desde la izquierda) y Frederick T. Weber (de pie, sexto desde la derecha).

Minutos después de los ataques de los aviones torpederos, llegaron los bombarderos en picado de los portaaviones estadounidenses casi sin ser detectados e iniciaron su propio ataque. Fue alrededor de esa hora, alrededor de las 10:20, que en palabras de Jonathan Parshall y Anthony Tully, las "defensas aéreas japonesas finalmente fallaron en forma catastrófica". 28 de los bombarderos en picado del Enterprise, liderados por Clarence Wade McClusky, comenzaron un ataque contra el Kaga, impactándolo con al menos cuatro bombas. En el último momento, uno de los elementos de tres aviones del escuadrón VB-6 de McClusky, comandado por el comandante de escuadrón Richard Halsey Best abortó su ataque contra el Kaga al ver que estaba dañado fatalmente, y en vez atacó al Akagi. Aproximadamente a las 10:26, los tres bombarderos atacaron al Akagi impactándolo con una bomba de 450 kg (kilogramos) y fallando por poco con las otras dos. La primera bomba, de las que casi dieron en el blanco, impactó entre 5 a 10 m (metros) a babor, cerca de la isla. La tercera bomba erró por poco la cubierta de vuelo y se sumergió en el mar cerca de la popa. La segunda bomba, probablemente lanzada por Best, impactó en el borde trasero de ascensor medio y detonó en el hangar superior. Este impacto provocó diversas explosiones en medio de los bombarderos torpederos B5N que estaban siendo preparados para realizar un ataque aéreo contra los portaaviones estadounidenses, iniciando grandes incendios.
Mitsuo Fuchida, líder del grupo de bombardeo fue gravemente herido al incendiarse su avión B5N2 en cubierta durante el ataque. La gravedad de sus heridas fue considerable, se le transbordó y se le retiró del servicio activo.  Se le reasignaron labores administrativas del estado mayor naval en Tokio y de enlace.
A las 10:29 el capitán Aoki ordenó que las santabárbaras del portaaviones fueran inundadas. La santabárbara delantera fue rápidamente inundada, pero no la trasera debido a una válvula dañada, probablemente como resultado de la explosión cerca de la popa de la bomba que había fallado por poco. La bomba de agua principal del buque también parece haber estado dañada, dificultando grandemente los esfuerzos de extinción de los incendios. En la cubierta del hangar superior, a las 10:32 los equipos de control de daños intentaron controlar el avance de los incendios empleando el sistema de supresión de incendios de CO2 de un disparo. No está claro si el sistema funcionó o no pero, pese a todo, el combustible de aviación incendiado probó ser imposible de controlar, y serios incendios comenzaron a avanzar más profundamente hacia el interior de la nave. A las 10:40 se vieron más daños causados por la bomba que casi había acertado en la popa cuando el timón del buque se atascó a 30 grados a estribor durante la realización de una maniobra evasiva.
Poco después, los incendios irrumpieron en la cubierta de vuelo y el calor y el humo hicieron imposible usar el puente de mando de la nave. A las 10:46 el almirante Nagumo traspasó su insignia al crucero ligero Nagara. El Akagi se detuvo por completo a las 13:50 y su tripulación, excepto el capitán Taijiro Aoki y el personal de control de daños, fueron evacuados. La nave estuvo incendiada toda la noche pero no se hundió mientras la tripulación combatía una batalla perdida contra los incendios que seguían expandiéndose. Los equipos de control de daños finalmente fueron evacuados, así como el capitán Aoki.
A las 04:50 del 5 de junio, Yamamoto ordenó que el Akagi fuera hundido, diciendo a su estado mayor: "Una vez fui el capitán del Akagi, y con sincero pesar ahora debo ordenar que sea hundido". Los destructores Arashio, Hagikaze, Maikaze y Nowaki dispararon cada uno un torpedo contra el portaaviones y este finalmente se hundió, primero por la proa, a las 05:20 en las coordenadas 30°30′N 178°40′O / 30.500, -178.667. Doscientos sesenta y siete hombres de la tripulación del buque se perdieron con la nave, la menor cantidad en comparación a las pérdidas sufridas por los otros portaaviones japoneses que participaron en la batalla. La pérdida del Akagi junto con los otros tres portaaviones de la Armada Imperial Japonesa en Midway, abarcaba dos tercios del número total de portaaviones de flota de Japón y el experimentado núcleo de la Primera Flota Aérea, fue una derrota estratégica crucial para Japón y contribuyó significativamente en la derrota final de Japón en la guerra. En un esfuerzo para esconder la derrota, el Akagi no fue inmediatamente retirado del registro de buques de la Armada, sino que se le listó como "sin tripulación" antes de, finalmente, ser sacado del registro el 25 de septiembre de 1942.

## Descubrimiento del pecio
El 20 de octubre de 2019, el RV Petrel descubrió a 5940 m de profundidad, los restos del Akagi a 18 millas náuticas de los restos del  Kaga descubiertos el 18 de octubre. La inspección visual aparentemente muestra el casco del navío en una pieza y sobre su quilla y en posición vertical, pero sin hangar y una porción de la cubierta de vuelo con su puente semidesmoronado, siendo más reconocible como el perfil de un crucero de batalla que el de un portaviones.

Galería de imágenes del Akagi
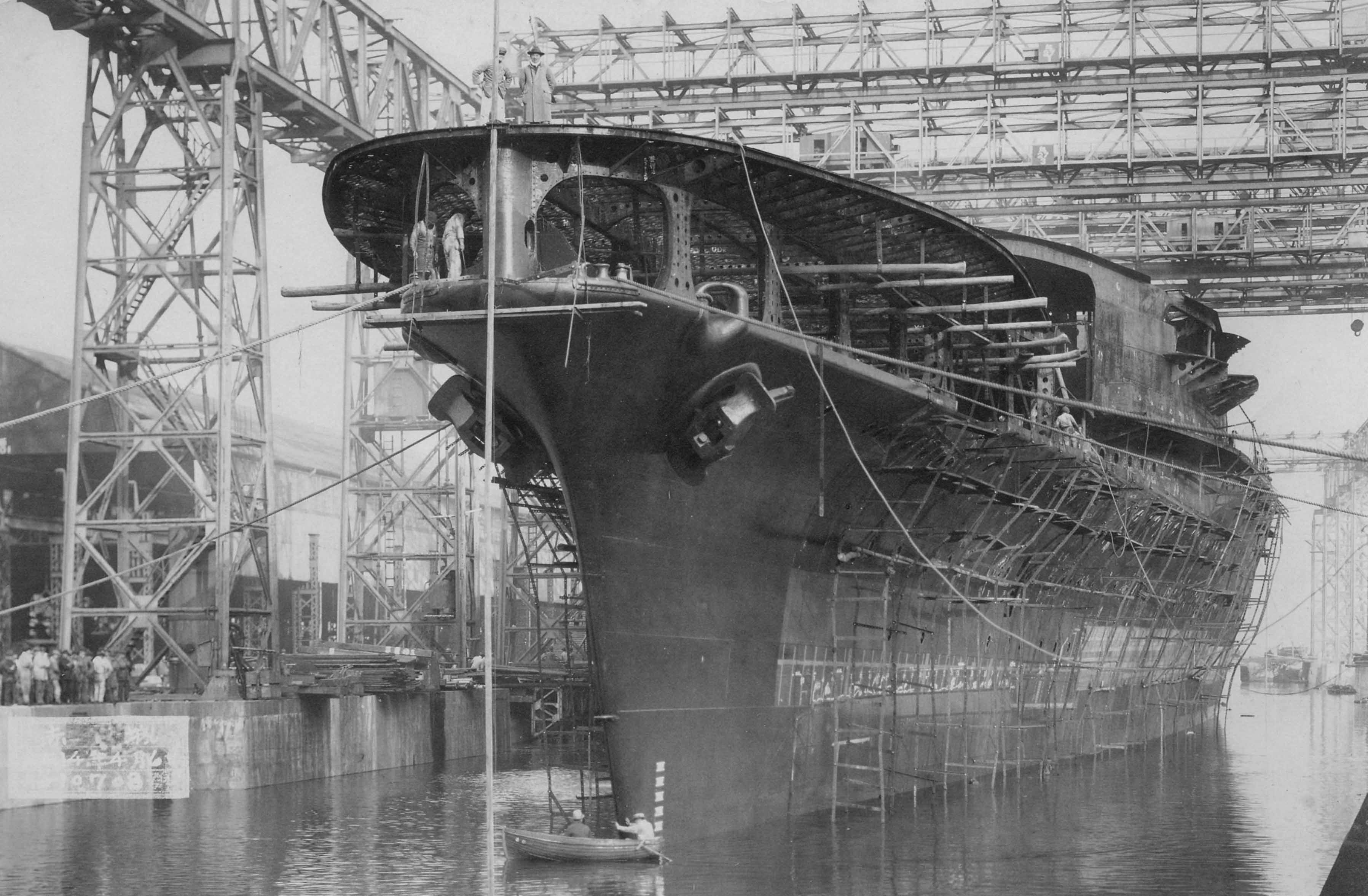
El Akagi en 1925, justo después de su botadura.
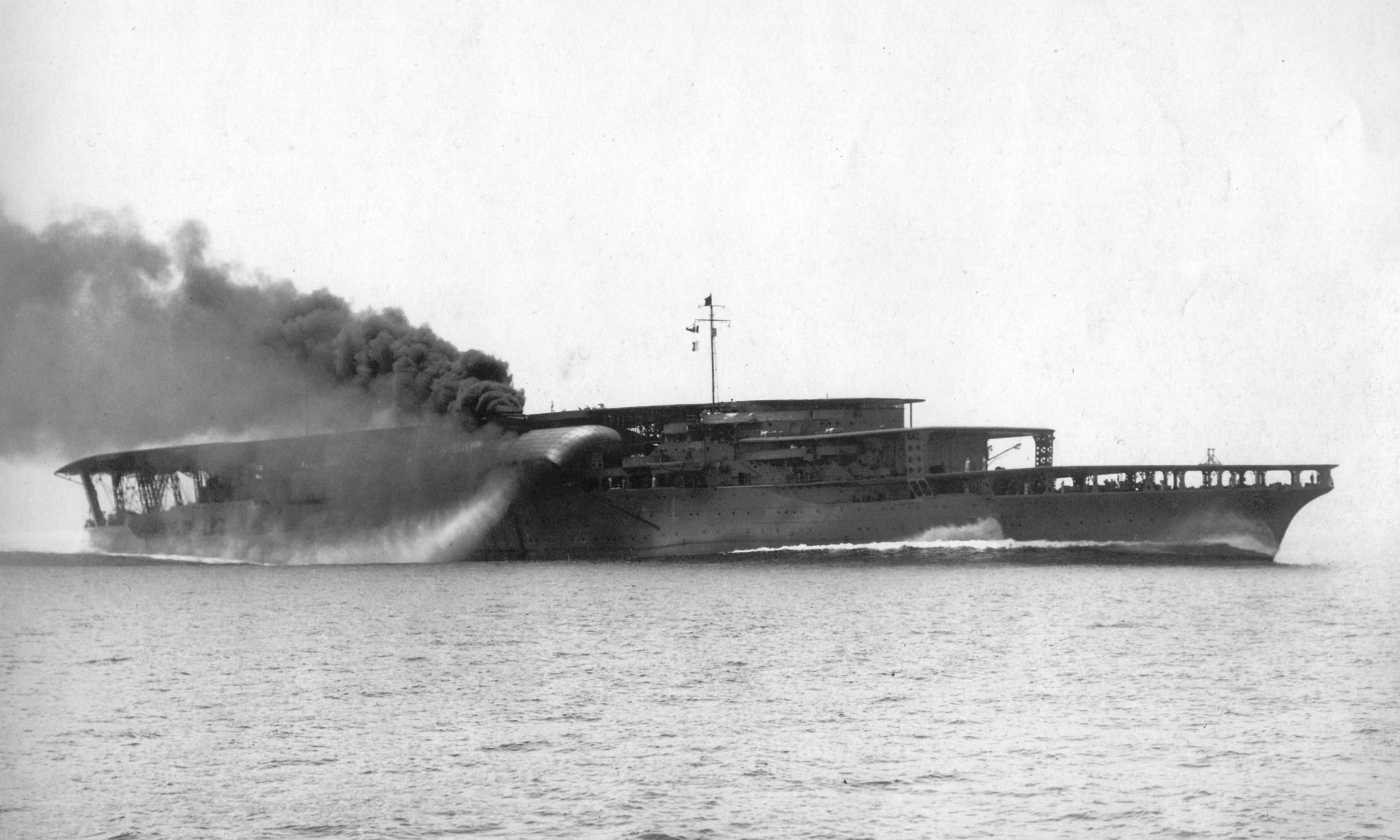
El Akagi en 1927, durante sus pruebas de mar.
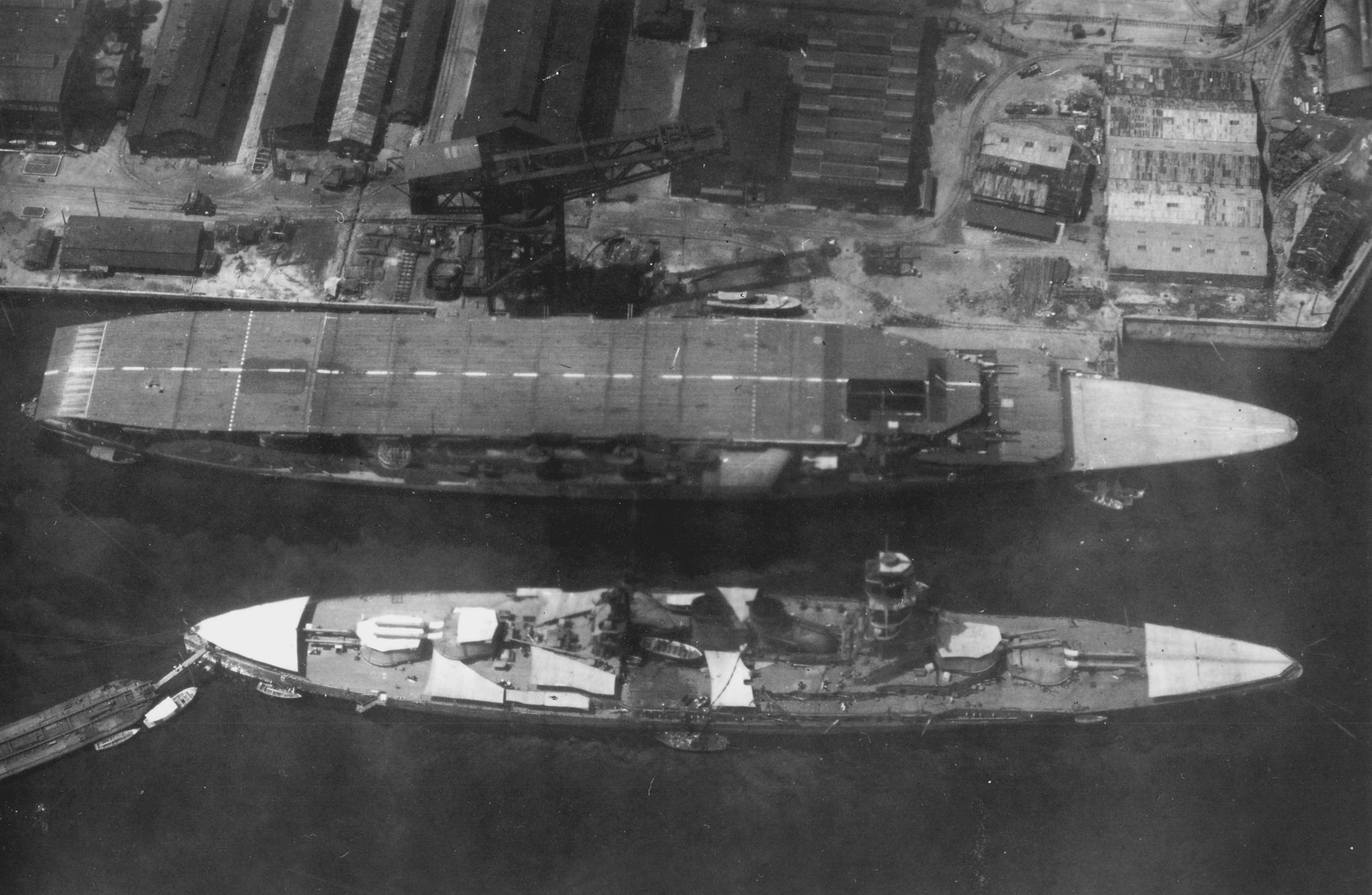
El Akagi en su primera configuración (a su lado el acorazado Nagato) en 1930.
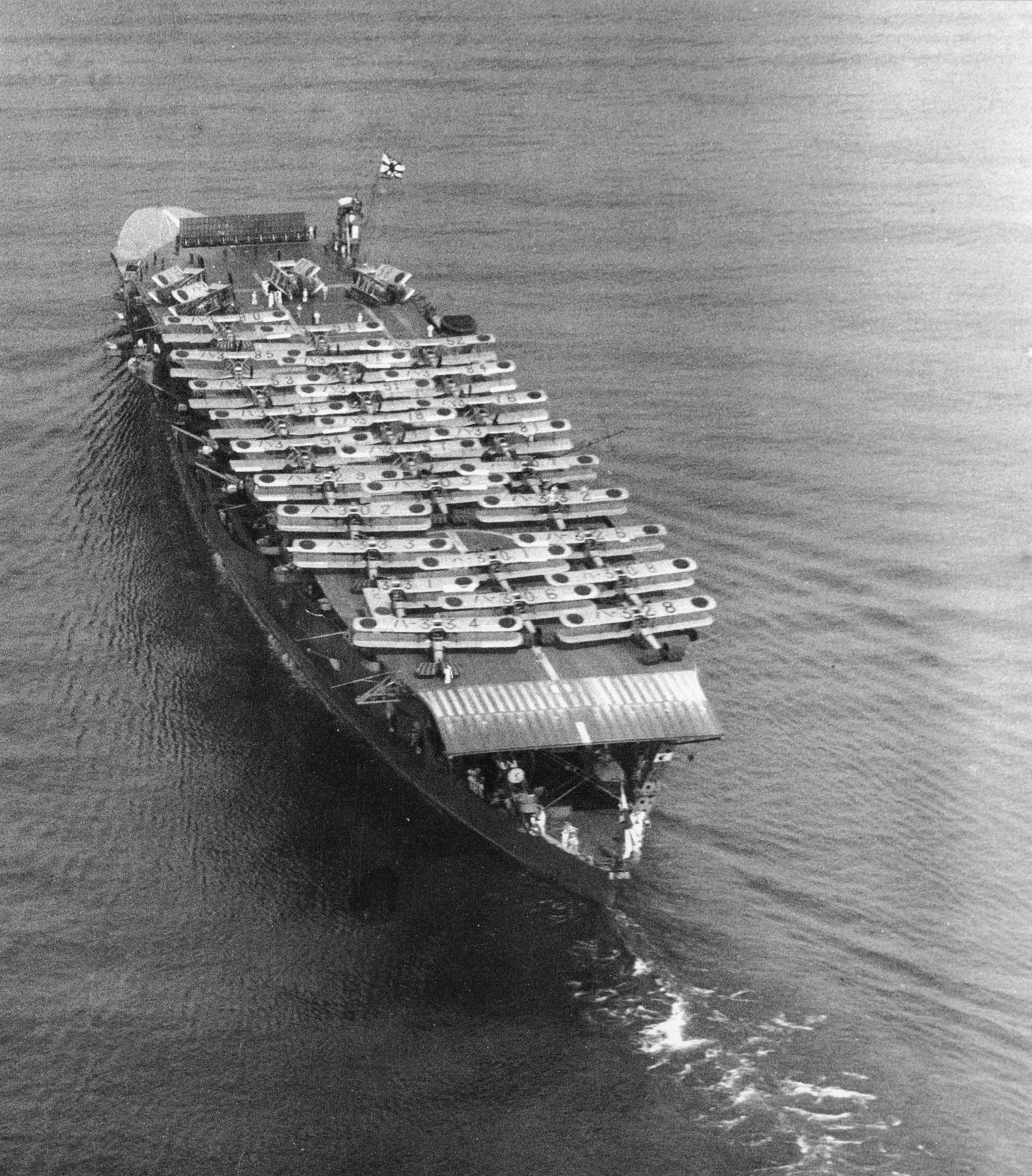
El Akagi en 1934.
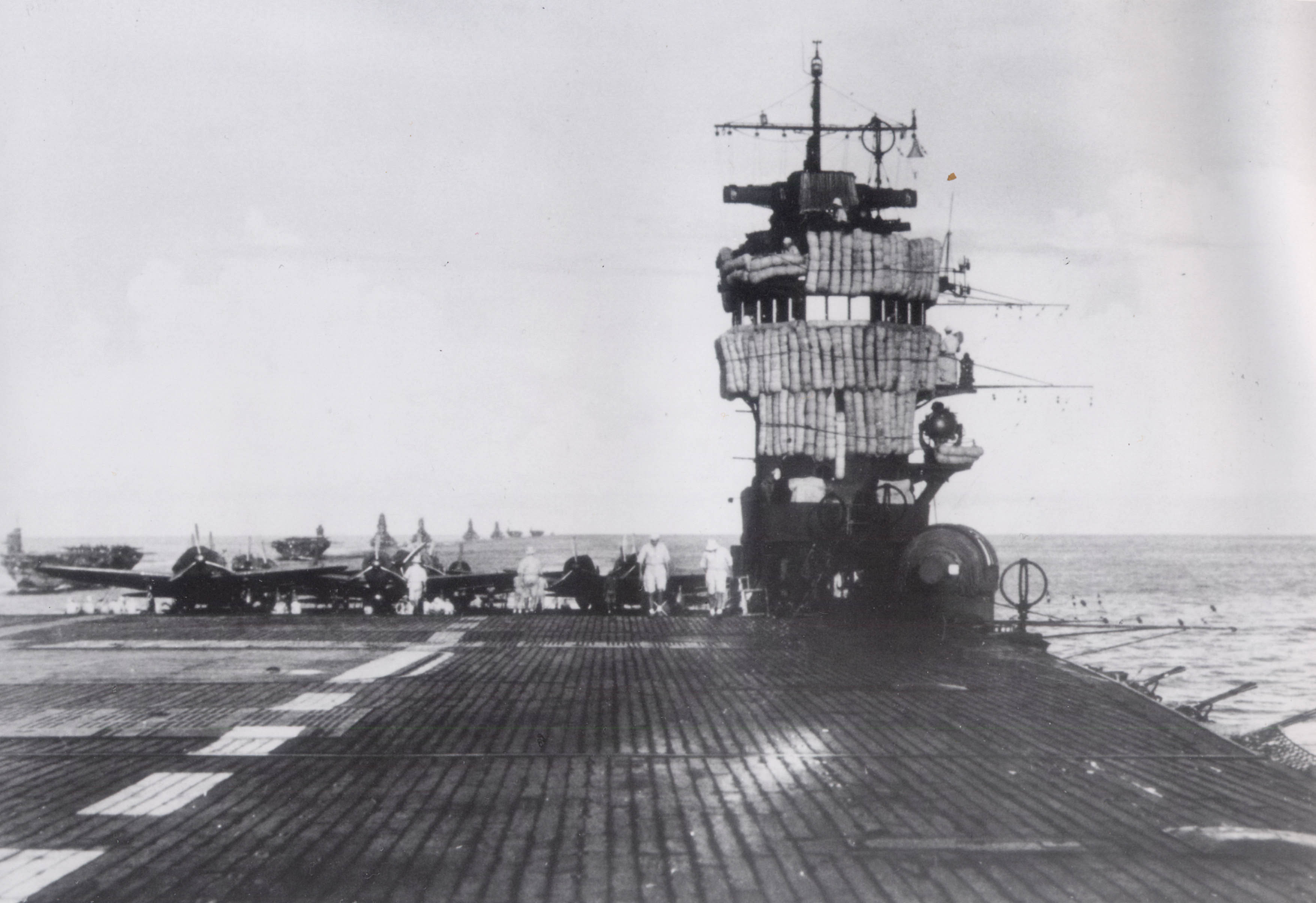
Cubierta del Akagi en marzo de 1942.